# Hessischer Radfernweg R3
Der Hessische Radfernweg R3 ist einer von neun Radfernwegen in Hessen. Er trägt den Namen Rhein-Main-Kinzig-Radweg und steht unter dem Motto Auf den Spuren des Spätlesereiters. Der Radfernweg beginnt in Rüdesheim am Rhein und verläuft überwiegend über asphaltierte Wege entlang von Rhein, Main und Kinzig über Fulda nach Tann in der Rhön. Die Gesamtlänge beträgt 258 Kilometer.

## Charakteristik
Der Radweg R3 führt durch die Kreise Rheingau-Taunus, Main-Taunus, Offenbach, Main-Kinzig und Fulda. Zwischen Fulda und Hilders ist der R3 identisch mit dem Milseburgradweg. Auf diesem Abschnitt führt der Radweg durch den Milseburgtunnel. Dieser ist offiziell von November bis März zum Schutz von Fledermäusen gesperrt. In der Praxis ist die Sperrung abhängig vom Ruhebedarf der Fledermäuse und kann bis Mitte April andauern. Beispielsweise wurde der Tunnel im Jahr 2009 erst am 19. April wieder eröffnet. Die Strecke an Rhein, Main und Kinzig ist flach; erst hinter Schlüchtern ist mit nennenswerten Steigungen zu rechnen. Der Aufstieg in die Rhön wird durch Wegführung über die ehemalige Trasse der Rhönbahn sehr erleichtert. Steigungen von mehr als 3 % treten selten auf. Der ADFC qualifiziert nur ca. 50 % der Strecke als rennradgeeignet. Die Verkehrsbelastung ist gering, da die Strecke fast ausschließlich über Radwege geführt wird. In Hanau und Fulda werden allerdings teilweise auch Straßen genutzt. Die Strecke führt fast ausschließlich durch offenes Gelände mit wenigen schattigen Abschnitten.

## Streckenbeschreibung
Die Gesamtstrecke wurde in Teilstrecken von etwa 50 Kilometern eingeteilt. Bei möglichen Alternativrouten wurden unter Umständen kürzere Etappen gewählt. Die Angaben über Entfernungen und Höhenprofile wurden dem Radroutenplaner Hessen entnommen.

### Rüdesheim – Eltville

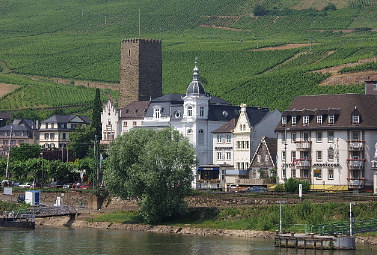
Rüdesheim mit Turm der Boosenburg
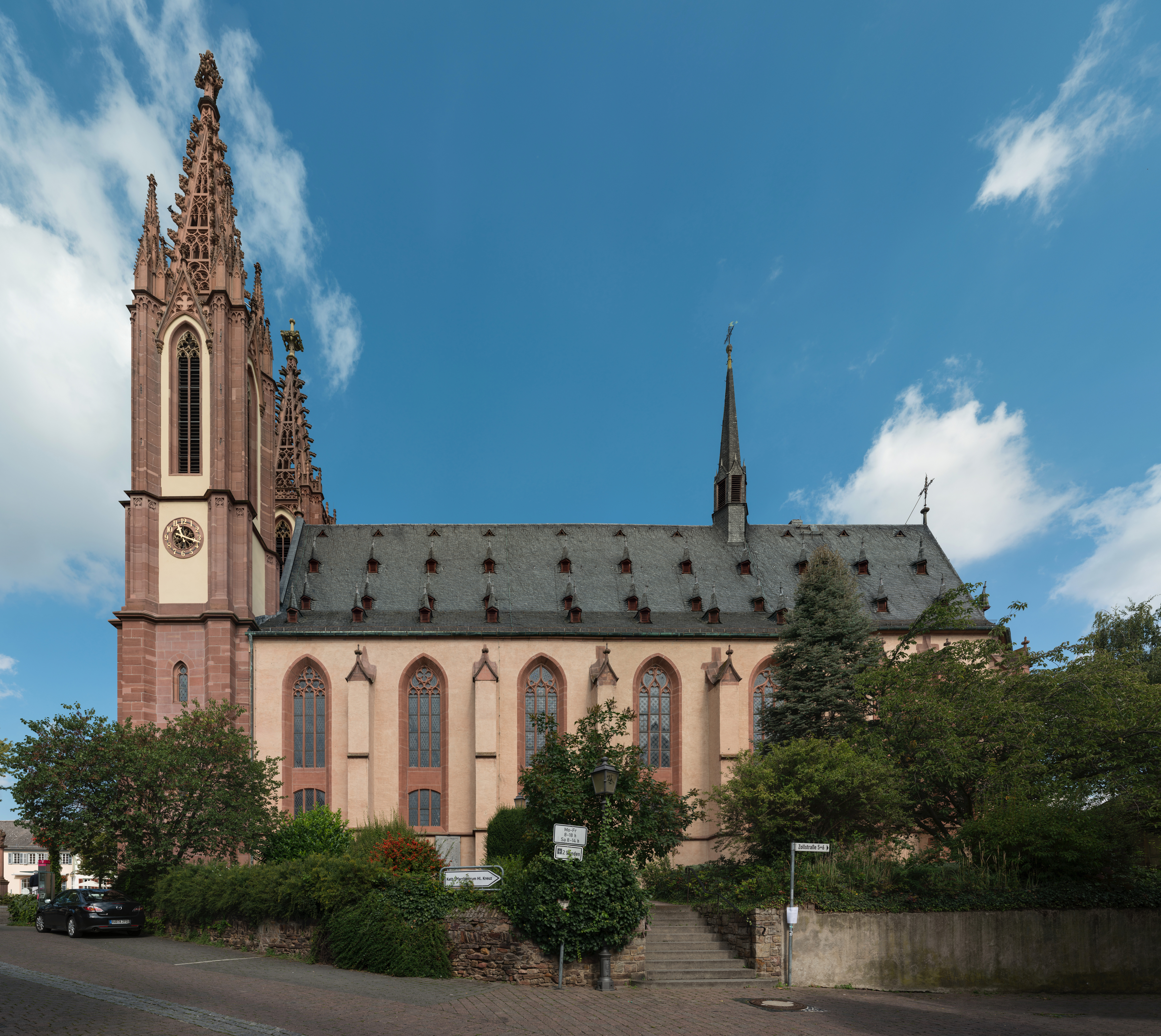
Rheingauer Dom
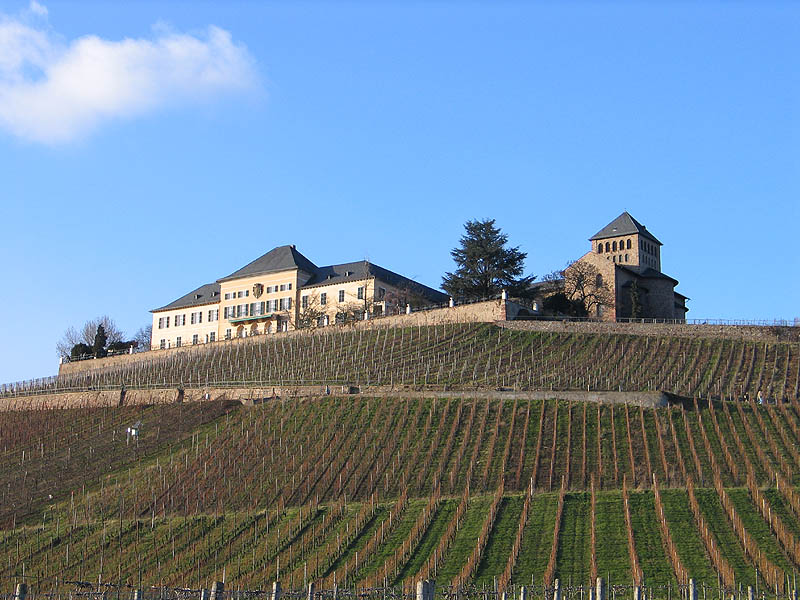
Schloss Johannisberg
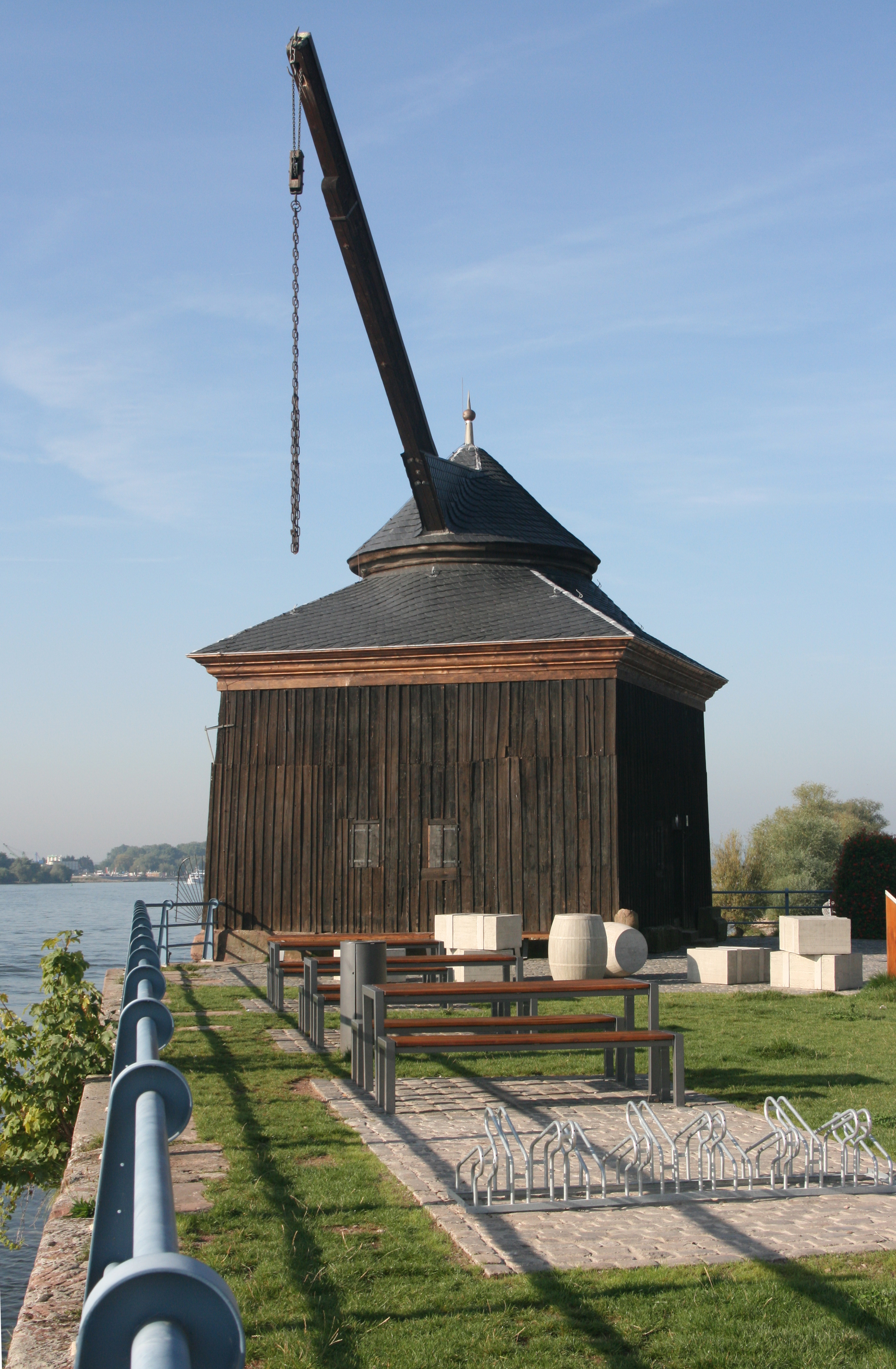
Oestricher Kran
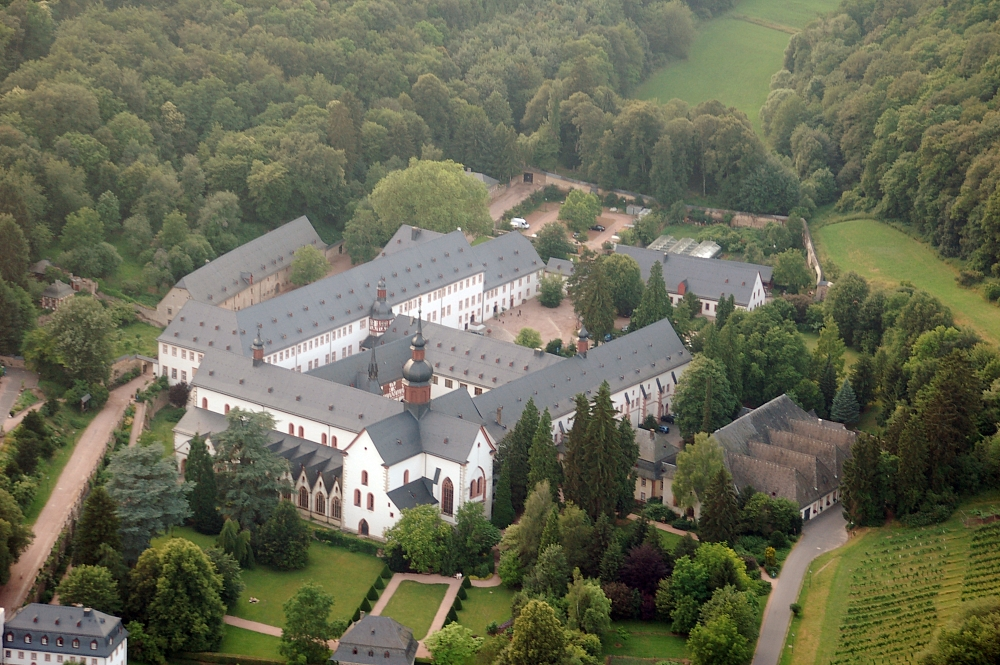
Kloster Eberbach
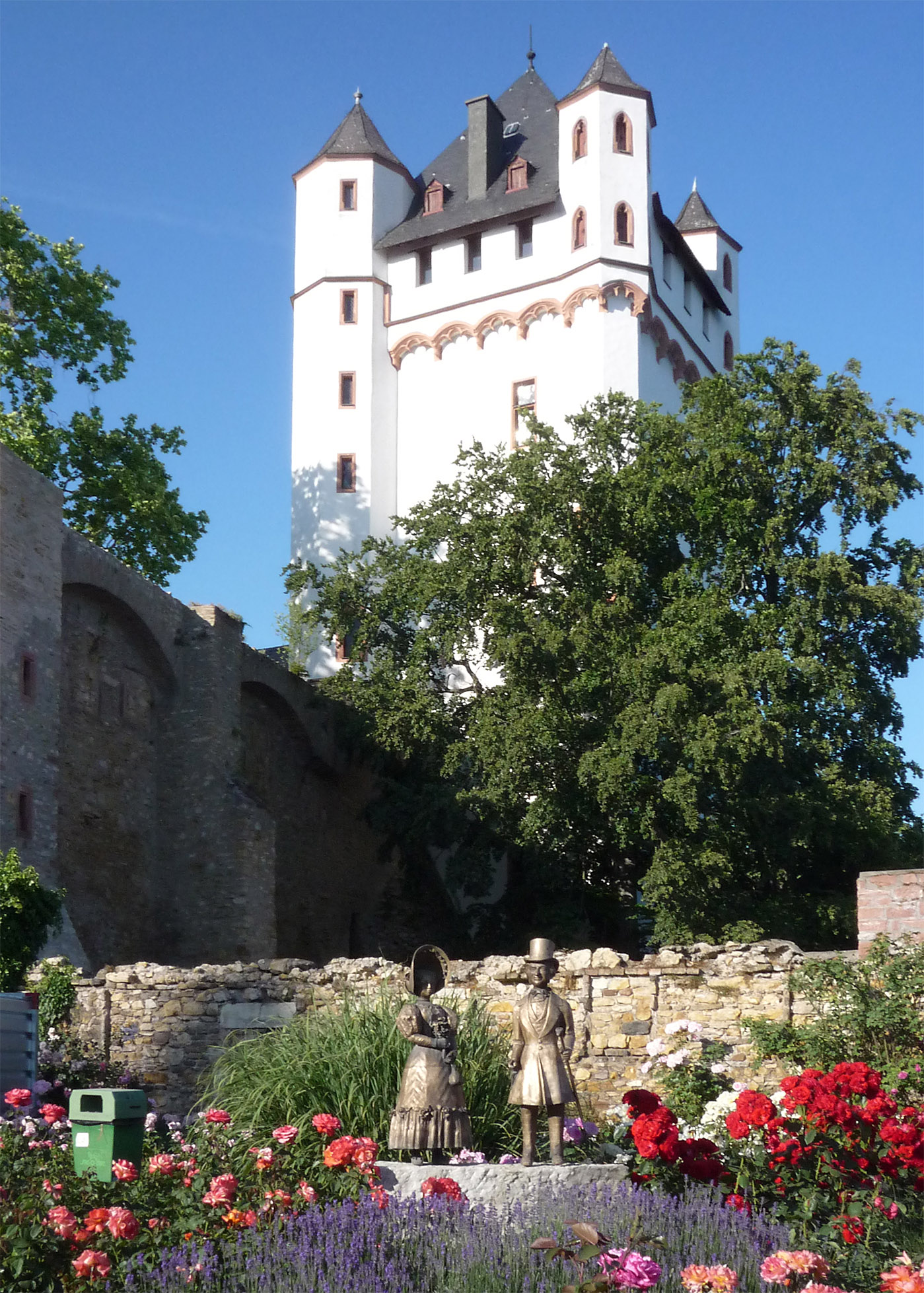
Kurfürstliche Burg

Auf dieser Teilstrecke sind zwei Varianten möglich: die anspruchsvollere Route über das Kloster Eberbach oder die flache Route am Rheinufer.

#### Rüdesheim – Eltville (R3a über Kloster Eberbach)
Länge 22,5 km; Steigungen 288 Höhenmeter.
Diese Streckenführung folgt weitgehend der Rheingau-Riesling-Route über Geisenheim, Johannesberg, Oestrich-Winkel und Hallgarten zum Kloster Eberbach. Diese Alternative ist als R3a ausgeschildert, in älteren Karten noch als R3. Das ehemalige Zisterzienserkloster zählt mit seinen romanischen und frühgotischen Bauten zu den bedeutendsten Kunstdenkmälern Deutschlands. Johannisberg ist wohl der bekannteste Stadtteil von Geisenheim, ist er doch die Geburtsstätte der Spätlese (genauer: der systematischen Erzeugung von Auslesen) und für seine Weinlage weltbekannt. Im Schloss Johannisberg erinnert eine Statue an den unbekannten Spätlesereiter. Die Strecke zwischen Rüdesheim und Johannesberg beträgt ca. 5,5 km. Von hier zum Weinort Oestrich-Winkel sind es zwei Kilometer. Oberhalb des Ortes liegt Schloss Vollrads. Es nimmt für sich in Anspruch, das älteste Weingut Deutschlands zu sein. Zum nächsten Weinort Hallgarten sind es ca. 5 km. Auf der Strecke zwischen Hallgarten und dem Kloster Eberbach sind auf ca. 2,5 km ungefähr 80 Höhenmeter zu bewältigen.
Nach weiteren 7 km Abfahrt wird über Kiedrich das 150 Höhenmeter tiefer gelegene Eltville erreicht.

#### Rüdesheim – Eltville (Rheinufer)
Länge 16,5 km; Steigungen 39 Höhenmeter.
Der neu asphaltierte Hauptweg führt auf dem Rhein-Radweg am Rheinufer entlang und berührt dabei die Rheingauer Weinorte Geisenheim, Oestrich-Winkel, Hattenheim und Erbach, bevor er Eltville erreicht. Zwischen Geisenheim und dem Ortsteil Winkel wurde der Uferweg gesperrt und stattdessen der Rad- und Fußgängerweg nahe an die lärmende Bundesstraße neu gebaut, weil die Zone zum Ufer als Ausgleichsfläche wegen des Ausbaus des Frankfurter Flughafens zum Naturschutzgebiet erklärt wurde.
Jeweils nahe am Radweg liegen die Sehenswürdigkeiten Brömserburg und Adlerturm in Rüdesheim, der Rheingauer Dom und Schloss Schönborn in Geisenheim, in Oestrich-Winkel das Wahrzeichen der Stadt, der Oestricher Kran, das Graue Haus und die Basilika St. Ägidius. In Eltville folgen der Sebastiansturm als Eckpfeiler der Stadtbefestigung sowie die Kurfürstliche Burg und Burg Crass.

### Eltville – Frankfurt

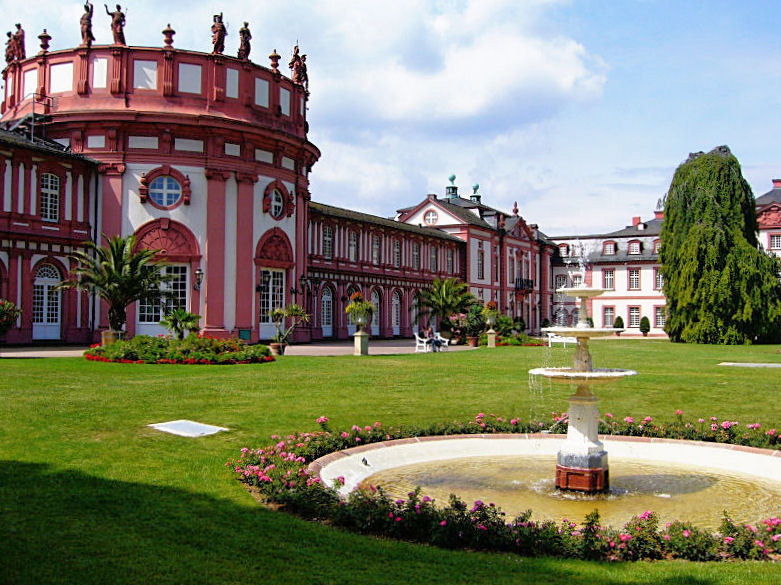
Biebricher Schloss von der Parkseite
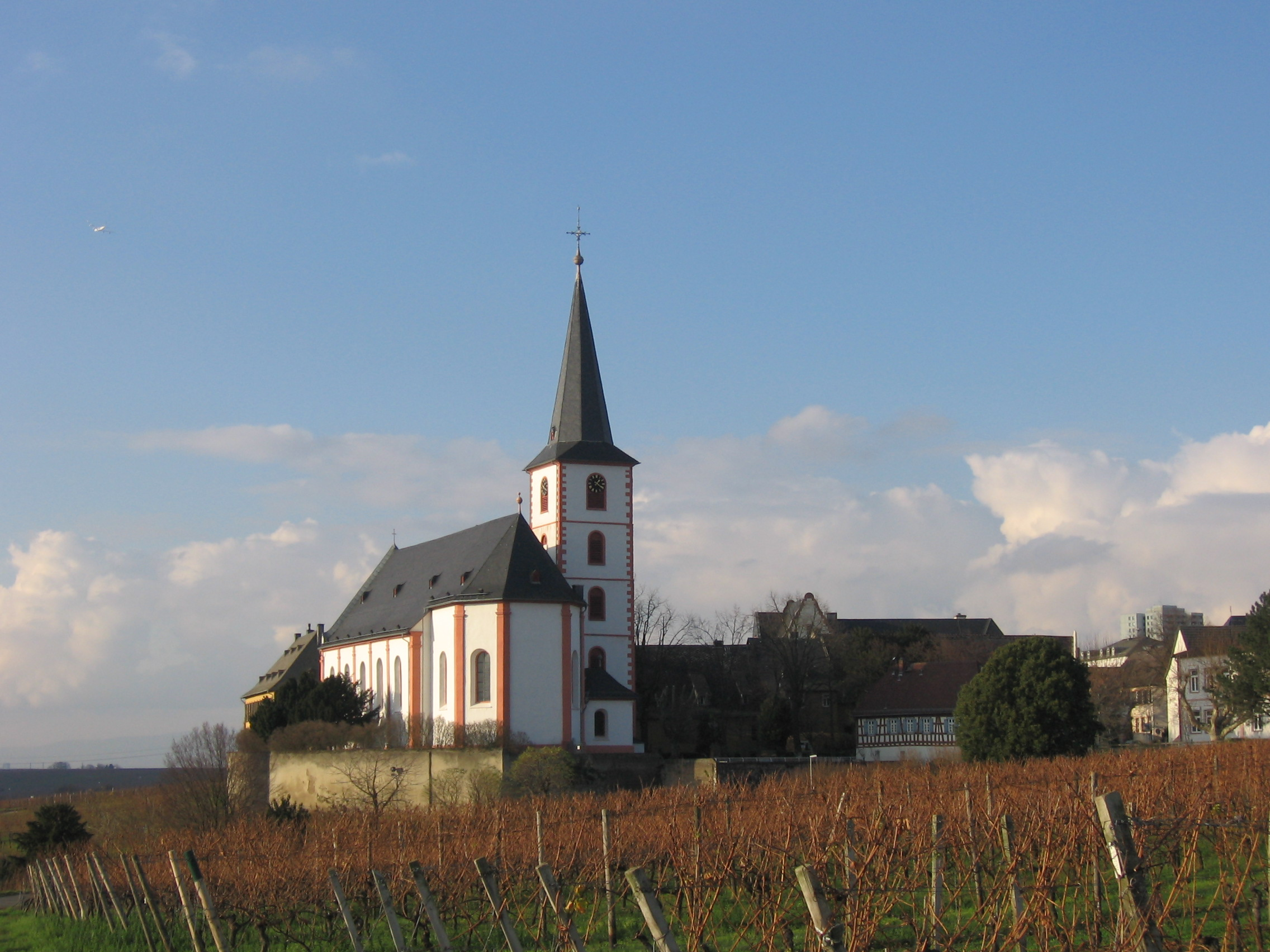
St. Peter und Paul umgeben von Reben
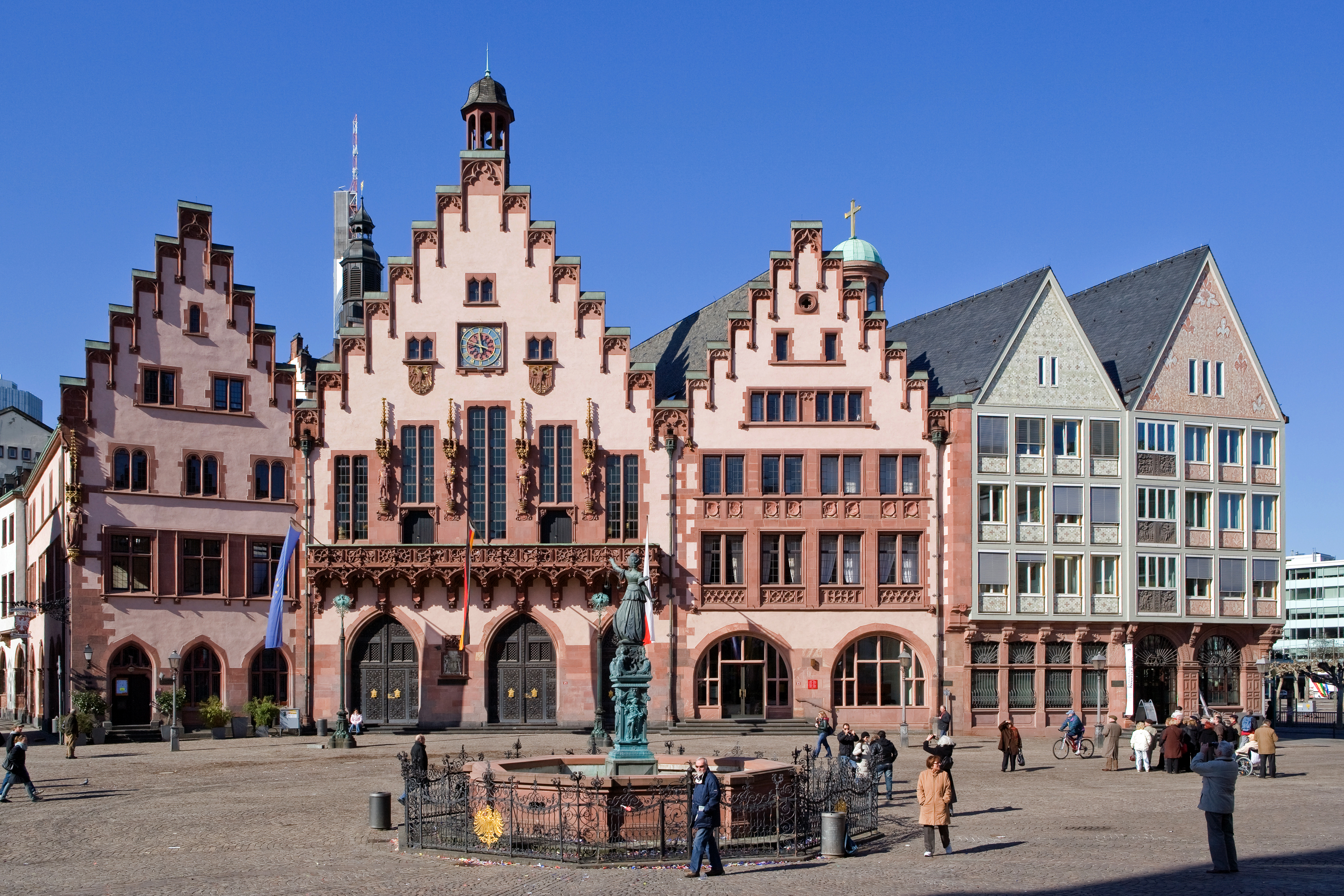
Römerberg in Frankfurt
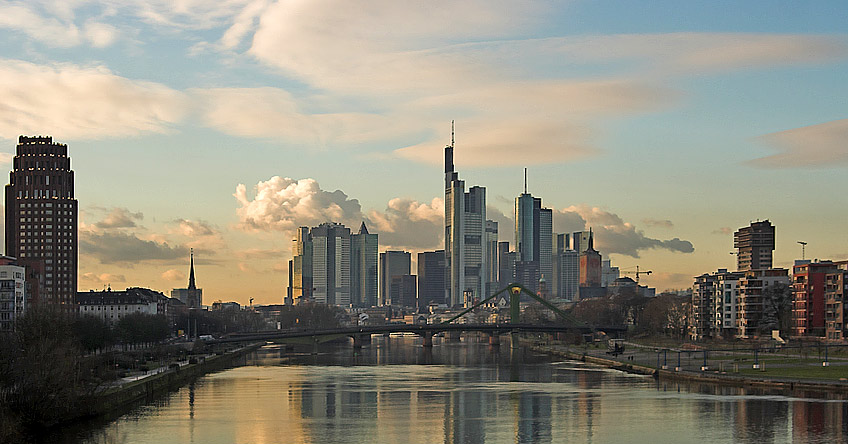
Frankfurter Skyline

Länge 52 km; Steigungen 144 Höhenmeter.
Die Route R3 folgt nach Eltville weiter dem Rhein-Radweg und erreicht nach ca. 3 km den Weinort Walluf. Danach durchquert die Route das ehemalige Wassergewinnungsgebiet des Wasserwerkes Schierstein, wo eine große Anzahl von Störchen angesiedelt wurde, bevor nach 3,5 km der Schiersteiner Hafen erreicht wird. Der Hafen ist heute ein Naherholungsgebiet für Wiesbaden und Umgebung und beherbergt ein Wassersportzentrum. Nach weiteren 2,8 km erreicht die Route Wiesbaden-Biebrich mit seinem Schloss, in dessen weitläufigem Schlosspark jährlich das bekannte Internationale Pfingstturnier Wiesbaden ausgetragen wird. Der dreiflügelige Barockbau, direkt am Rheinufer erbaut, war Residenz der Fürsten und Herzöge des Hauses Nassau. Teile des Schlosses werden heute als Repräsentationsräume des hessischen Ministerpräsidenten genutzt. Der R3 folgt weiterhin dem Rhein-Radweg, bevor er nach etwa 7 km gegenüber der Mainspitze auf den Main-Radweg wechselt. Auf ihm erreicht die Route nach 4,5 km den Bahnhof von Hochheim, das noch zum Weinbaugebiet Rheingau gehört. Zur weit sichtbaren Hochheimer Kirche St. Peter und Paul sind es von hier 0,8 km und 30 Höhenmeter. Erst zwischen Main und Weinbergen und später durch Industriegebiete erreicht die Route nach 7 km das Mainufer der Stadt Flörsheim. Danach verläuft der Weg am Mainufer oder auf dem Hochwasserdamm, unterquert die Autobahn A3 und erreicht nach 9 km die Schleuse von Eddersheim. Hier ist sowohl am südlichen als auch am nördlichen Mainufer die R3 Route ausgeschildert, bis sich die beiden Alternativen am Industriepark Höchst wieder vereinigen. Die Südufer-Variante überquert mit der Staustufe den Main und läuft im Uferbereich vorbei an Kelsterbach, bevor sie sich nach 7 km und Unterquerung der B40 mit der Nordufer-Variante vereinigt. Die Nordufer-Variante hat eine Länge von 7,6 km, führt durch den Ort Okriftel, unterquert die B40 und überquert mit Hilfe der Werksbrücke West den Main, bevor sie sich wieder mit der Südufer-Variante vereinigt. Am Industriepark vorbei wird die Route nach rund 4 km zurück ans Mainufer geführt, wo kurz darauf der Frankfurter Stadtteil Schwanheim erreicht wird. Er ist neben Sachsenhausen für seine Apfelweinkneipen bekannt. Entlang des Mainufers werden danach die Staustufe Griesheim und der Stadtteil Frankfurt-Niederrad passiert, bevor nach ca. 7 km das Frankfurter Museumsufer erreicht wird. Diese Ansammlung von 15 Museen an beiden Mainufern beziehungsweise in dessen unmittelbarer Nähe bilden einen der bedeutendsten Museumsstandorte in Deutschland und Europa. Am südlichen Ufer befindet sich der Stadtteil Sachsenhausen, der über die Fußgängerbrücke Eiserner Steg mit der Frankfurter Altstadt verbunden ist. Das Zentrum der Altstadt ist der Römerberg mit dem Römer als Rathaus. Vom Radweg aus blickt man auf die berühmte Skyline am Nordufer des Mains. Diese Skyline hat der Stadt den Beinamen Mainhattan eingebracht.

### Frankfurt – Gelnhausen

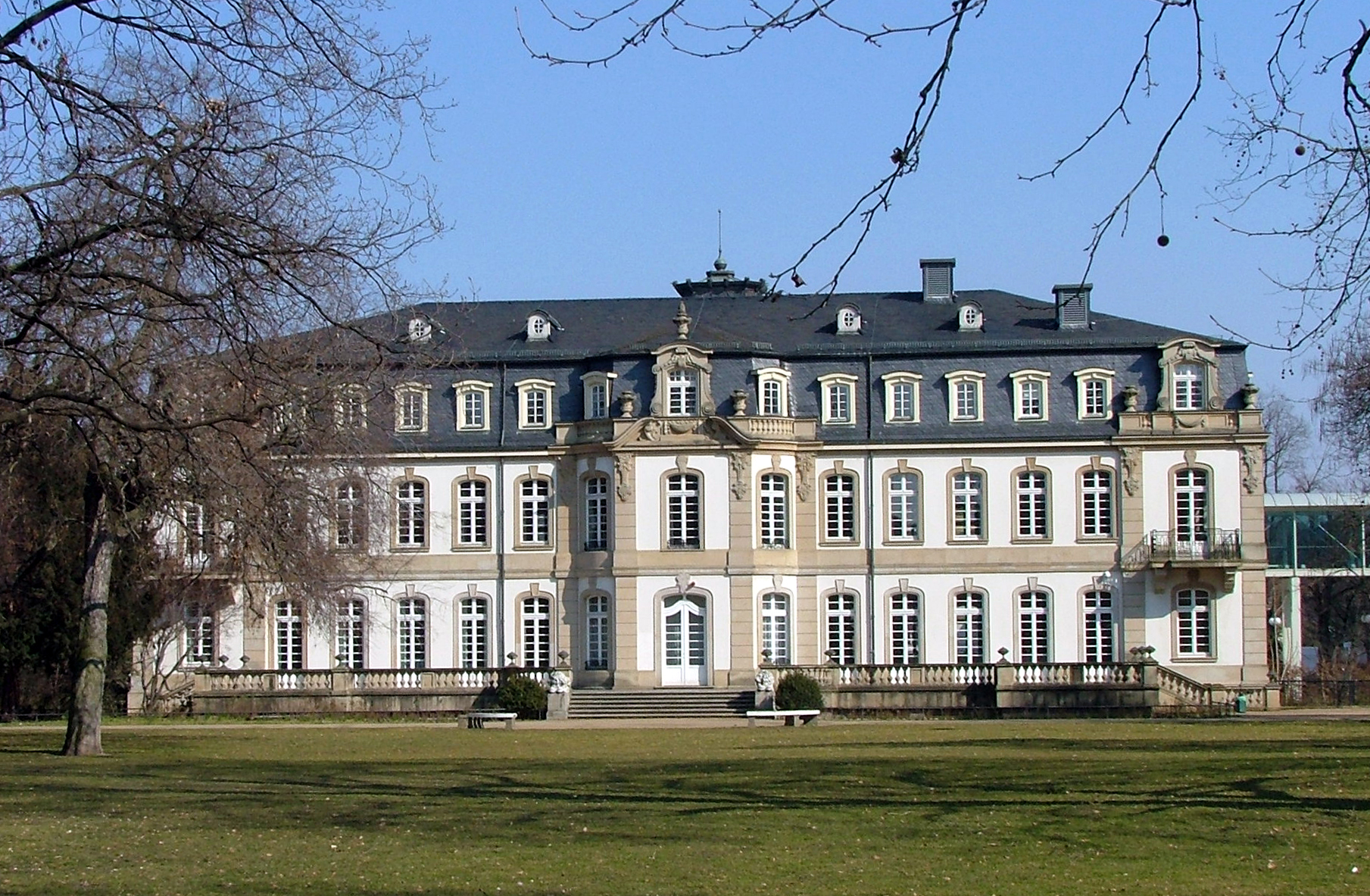
Büsing-Palais
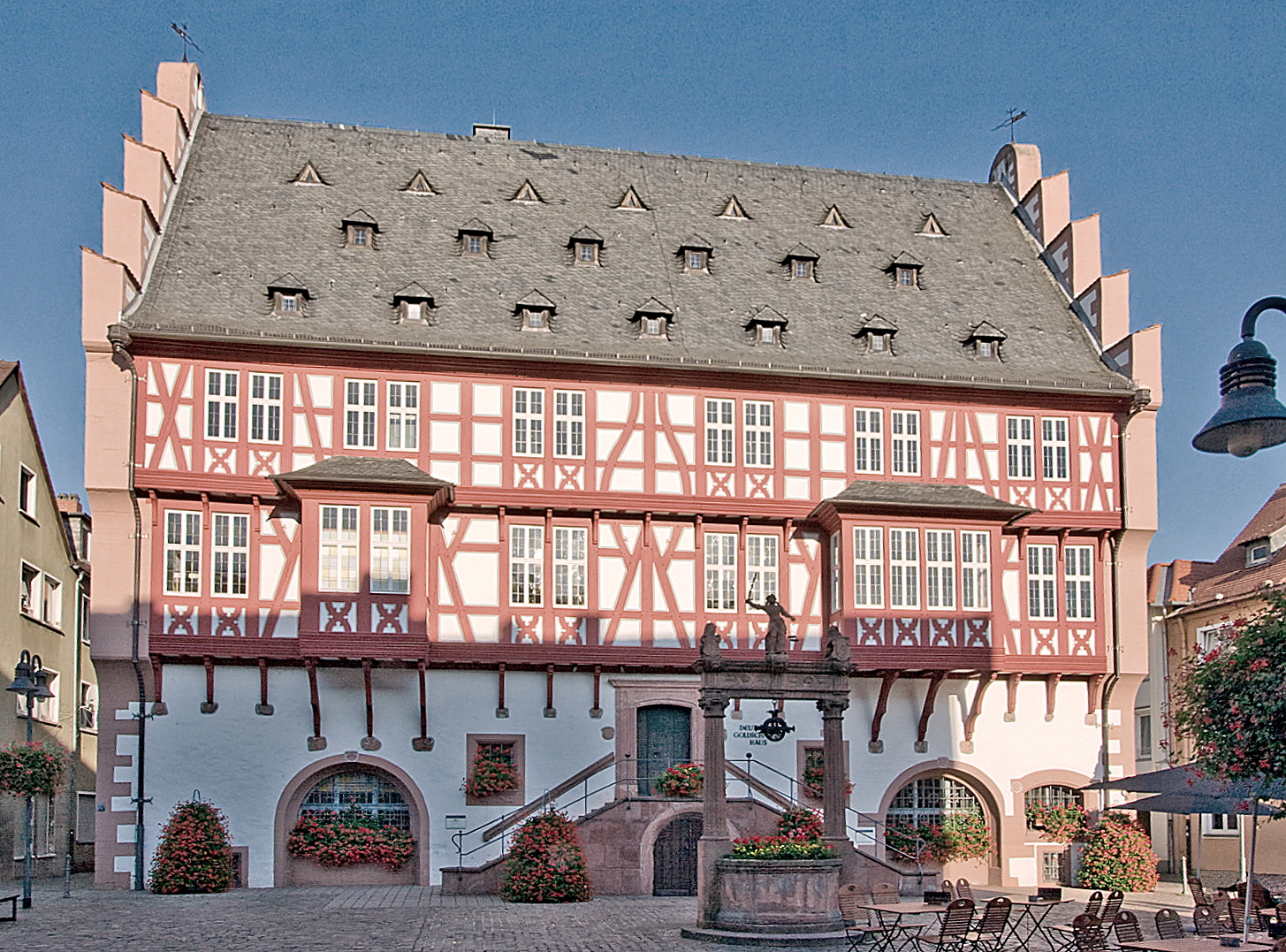
Goldschmiedehaus, Hanau
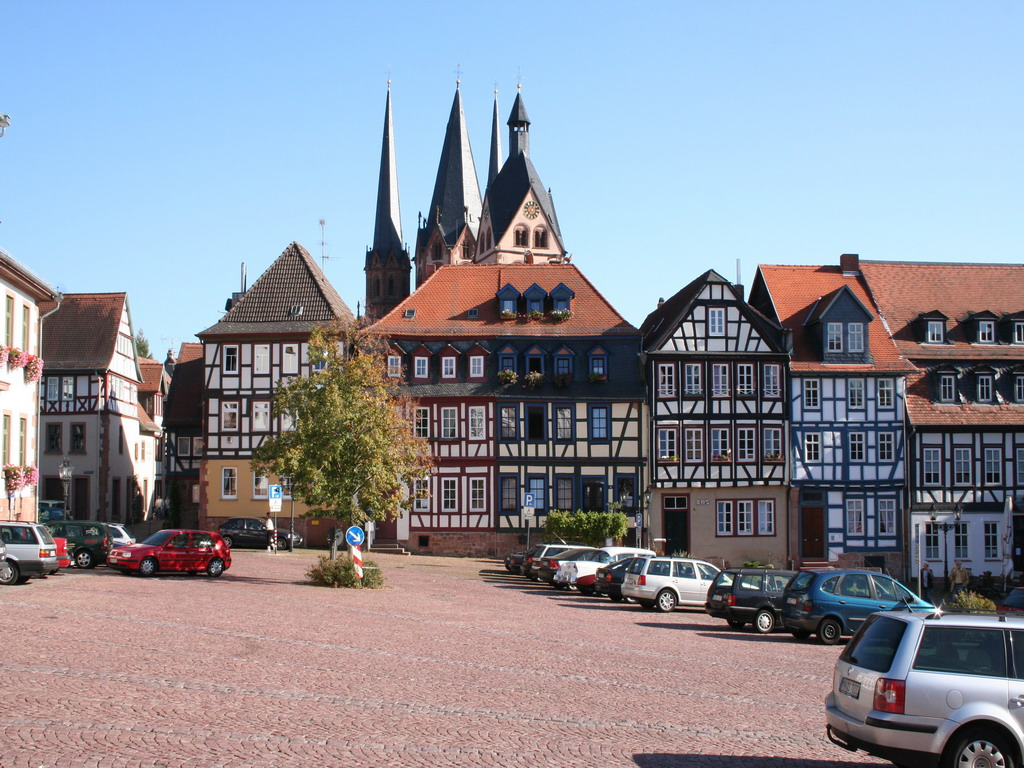
Obermarkt, Gelnhausen
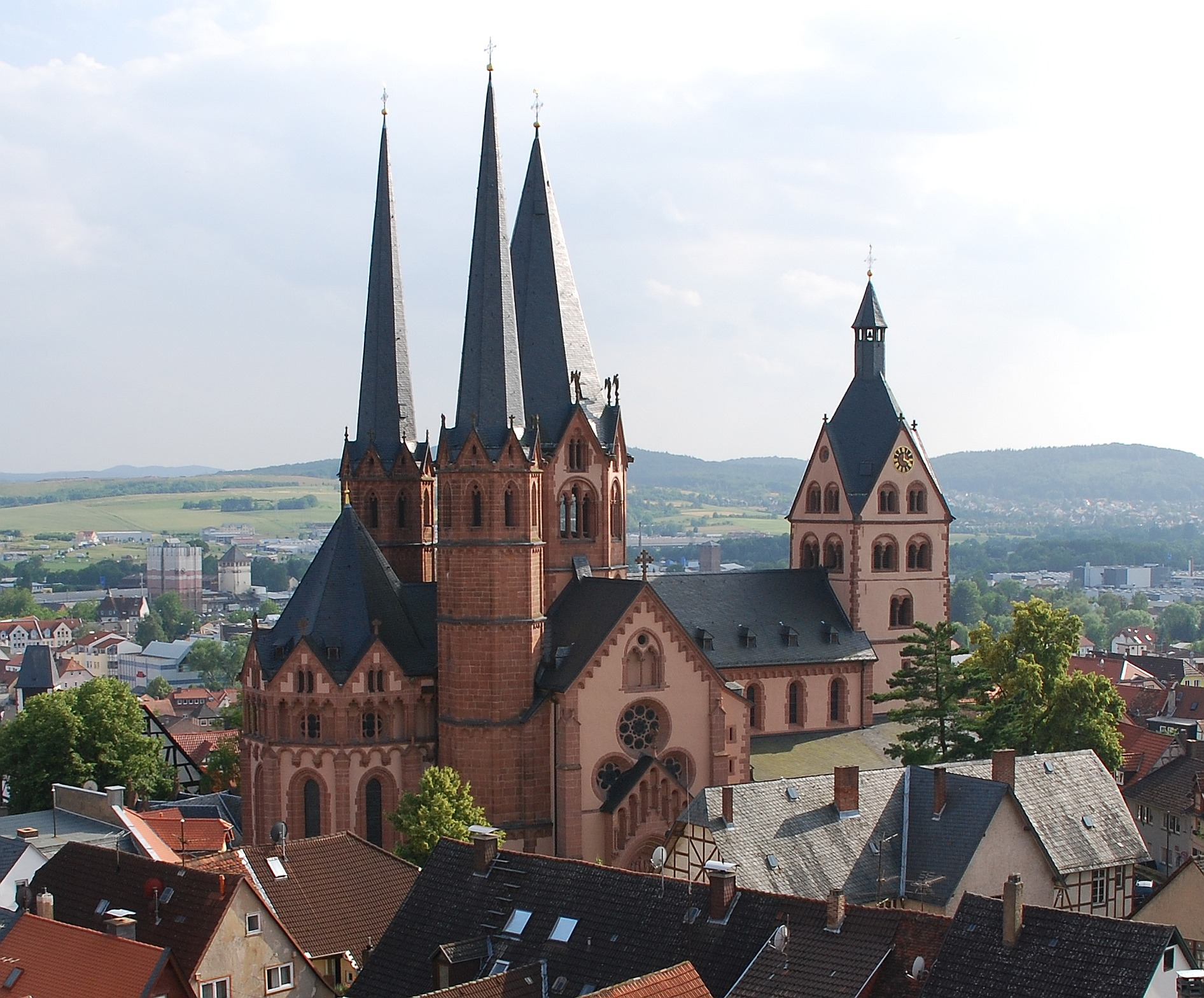
Marienkirche Gelnhausen

Länge 52 km; Steigungen 143 Höhenmeter.
Die R3-Route verläuft am südlichen Mainufer, vorbei am Ich-Denkmal des Künstlers Hans Traxler und an der Gerbermühle, in der bereits Johann Wolfgang von Goethe verkehrte, bevor der Radweg nach ca. 7 km den Hafen von Offenbach erreicht. Nach Verlassen des Hafengebiets erreicht der Weg das gepflegte Offenbacher Mainufer. In unmittelbarer Nähe der Route liegt der Büsing-Park mit dem neobarocken Büsing-Palais und dem Lili-Tempel. Hinter dem Offenbacher Mainbogen geht die Stadt- in die Naturlandschaft des Mainufers über, und die Route erreicht etwa. 7 Kilometer nach dem Hafen Rumpenheim mit seinem unter der Herrschaft der Grafschaft Hanau im 16. Jahrhundert errichteten Schloss. Der Radweg wechselt dort mittels Fähre das Mainufer, führt vorbei an Dörnigheim, einem Stadtteil von Maintal, zum etwa 7 km entfernten und direkt am Main gelegenen Schloss Philippsruhe in Hanau-Kesselstadt. Die sich im historistischen Stil repräsentierende Anlage mit englischem Landschaftsgarten wurde Ende des 19. Jahrhunderts in ihre heutige Form gebracht. An der Kinzigmündung verlässt der Radweg den Main und führt in der Nähe des Flusses durch Hanau. Der Weg führt nur wenige Meter am Hanauer Goldschmiedehaus vorbei, dem ehemaligen Rathaus am Altstädter Markt. Danach folgt er der Kinzig, bevor er diese zusammen mit der Schnellstraße Richtung Süden in ein Waldgebiet, die naturbelassene Bulau, verlässt. Die Route kreuzt die A 66 und folgt weiter der Straße (jetzt Leipziger Straße) bis zum Stadtrand von Erlensee, der ca. 17 km hinter Schloss Philippsruhe liegt. Der R3 verläuft dort durch das breite Kinzigtal, meist zwischen Fluss und Autobahn A 66. Dabei wechseln sich Wälder, Felder und Wiesen ab. In Langenselbold hat man die Möglichkeit, entweder der Route durch die Stadt zu folgen oder nach alternativer Beschilderung die Stadt südlich zu umfahren. Nach ca. 22 km wird die Kaiserpfalz in Gelnhausen und damit das Etappenziel erreicht. Es lohnt sich, der Barbarossastadt mit dem sehenswerten Unter- und Obermarkt sowie der Marienkirche mit ihrer bewegten Baugeschichte einen Besuch abzustatten.

### Gelnhausen – Fulda

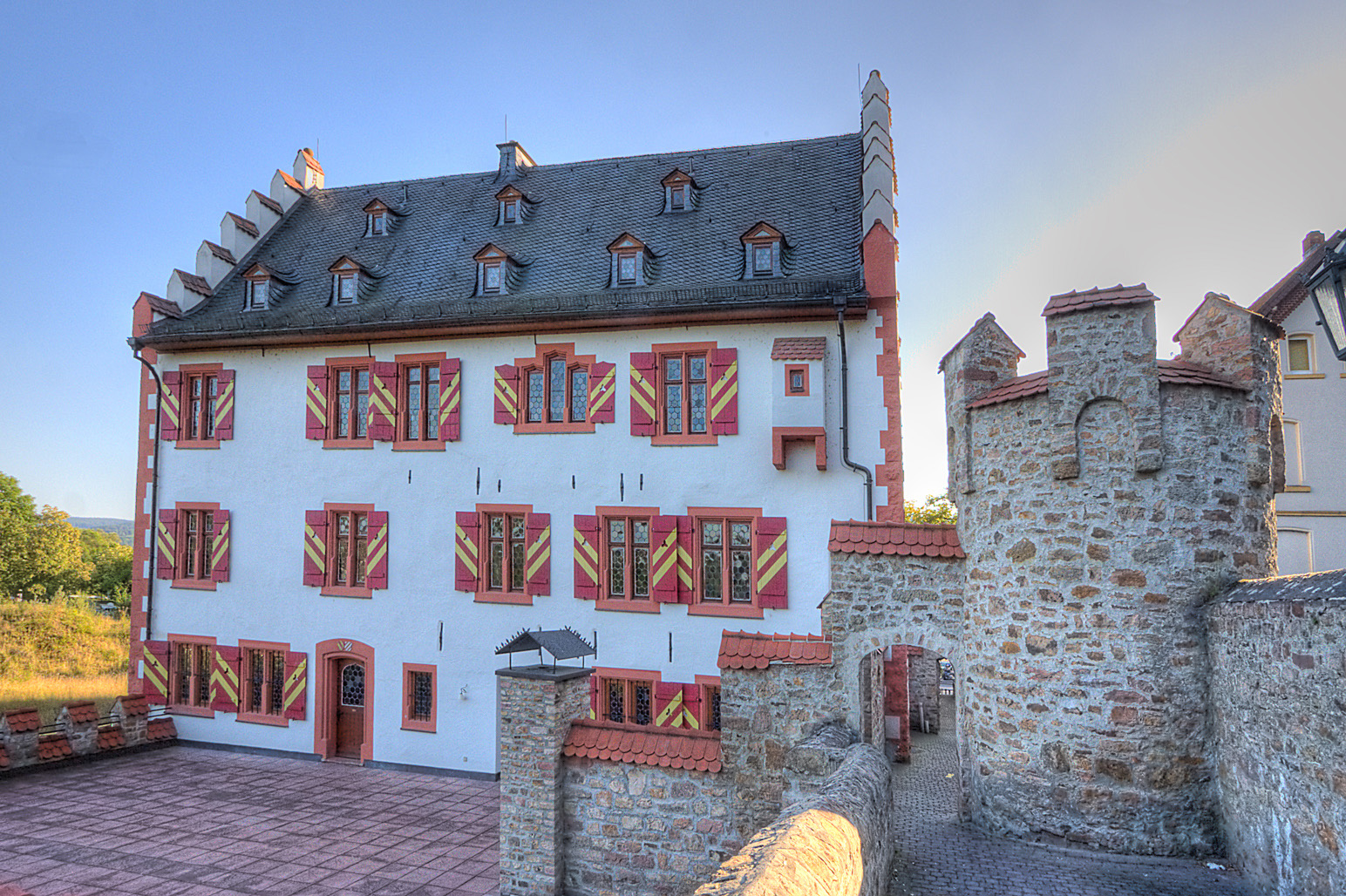
Huttenschloss Bad Soden
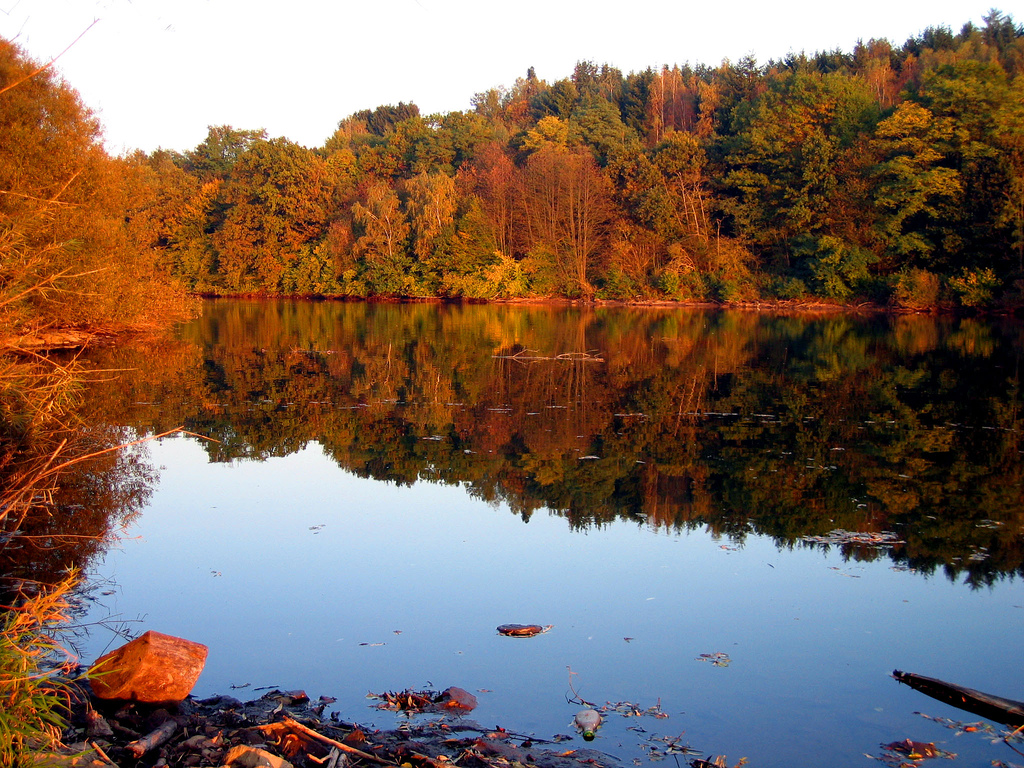
Kinzigstalsperre im Herbst
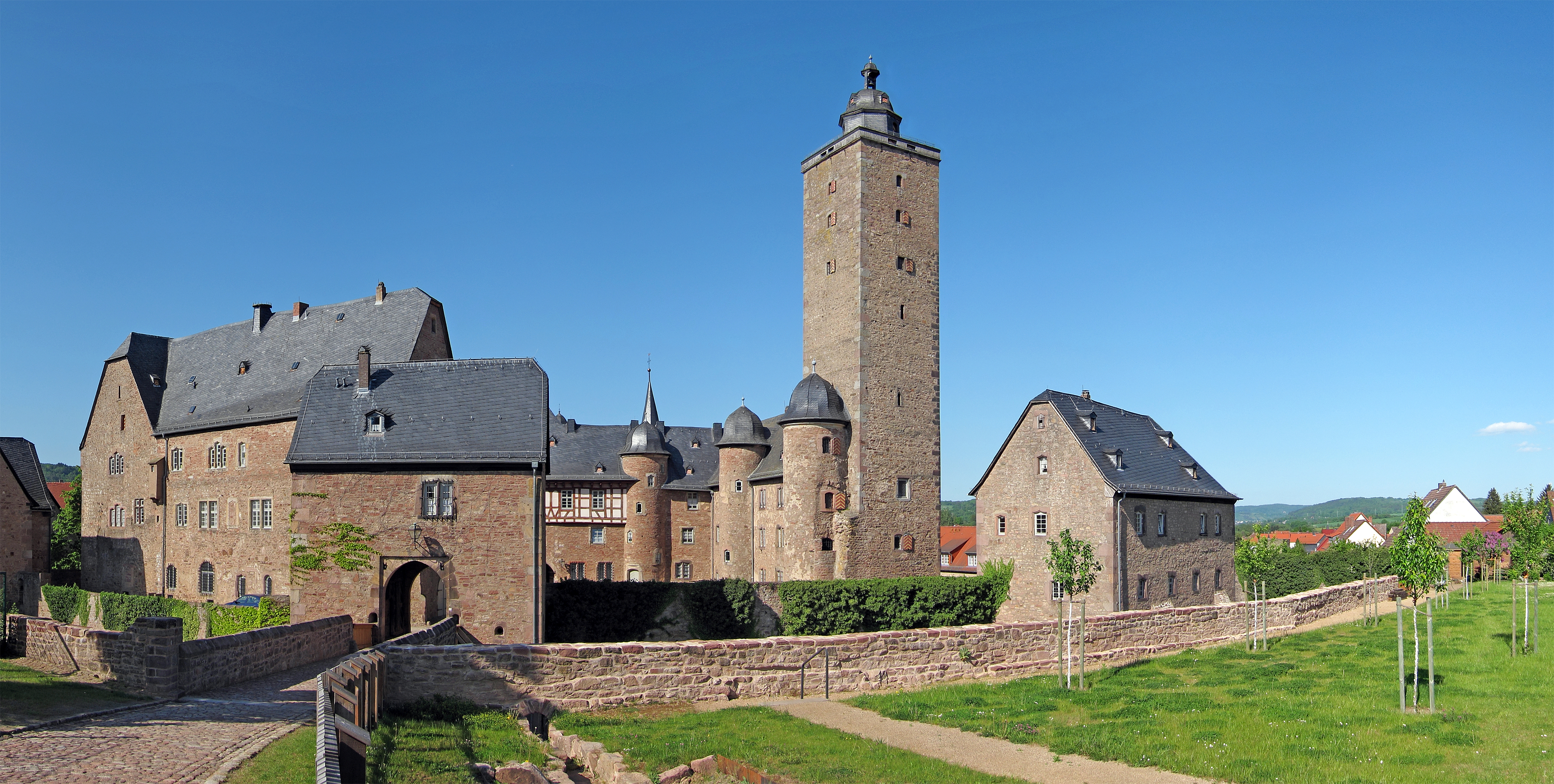
Schloss Steinau
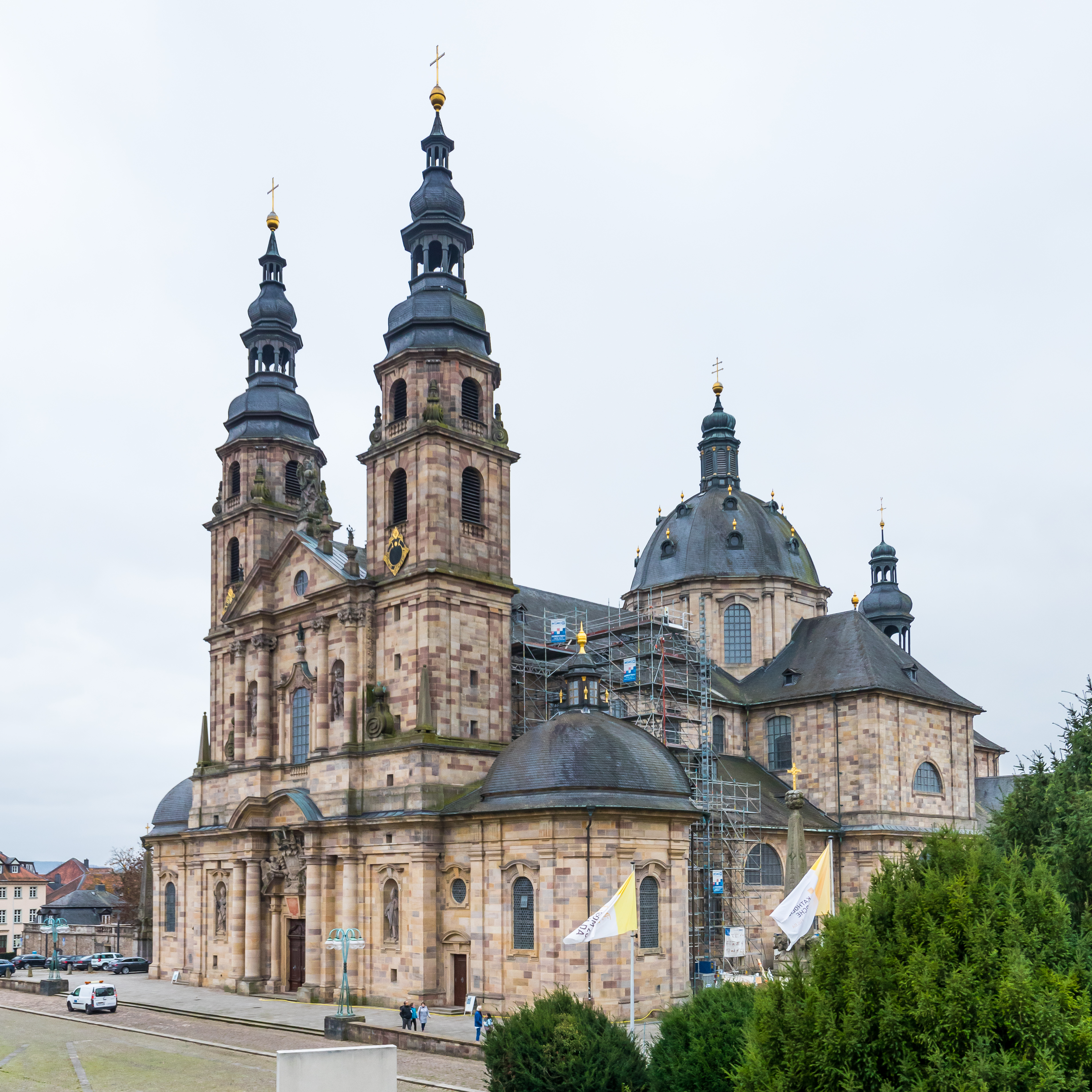
Dom St. Salvator zu Fulda
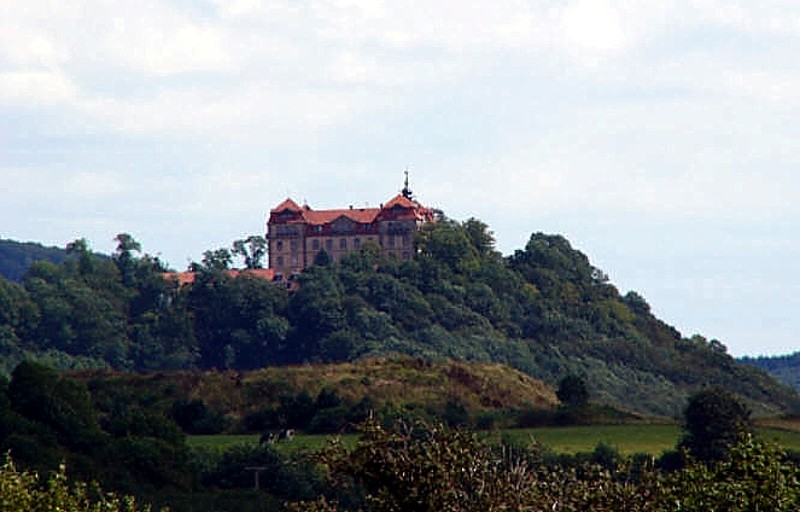
Schloss Bieberstein aus Langenbieber
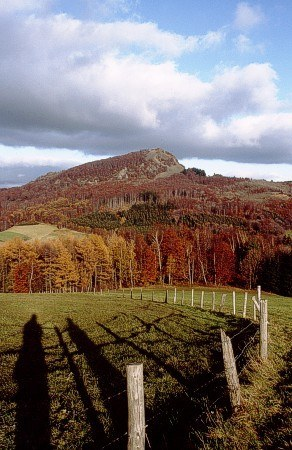
Milseburg
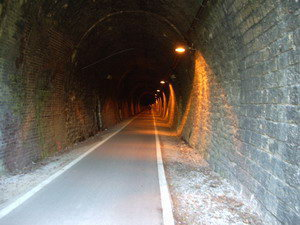
Blick in den beleuchteten Milseburgtunnel
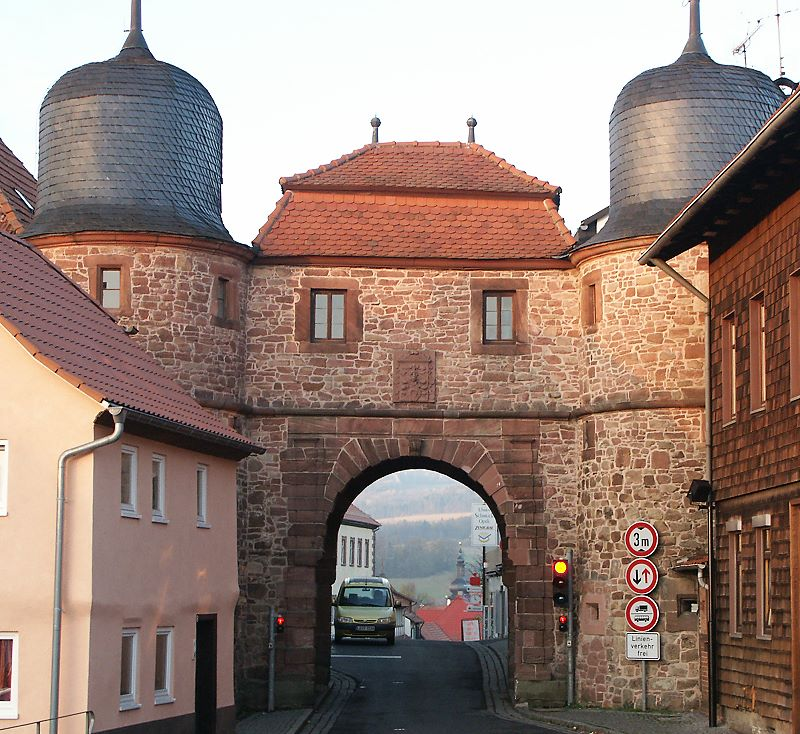
Stadttor in Tann

Länge 67 km; Steigungen 565 Höhenmeter.
Der R3 verläuft dort nördlich der A 66 durch das Kinzigtal und folgt durch offenes Gelände der Bahnstrecke zwischen Gelnhausen und Wächtersbach, das nach ca. 11 km erreicht wird. Dabei führt der Weg an den Orten Gelnhausen-Höchst und Biebergemünd-Wirtheim mit seinem Renaissance-Schloss aus dem 15. Jahrhundert vorbei. Nach weiteren 7 km durch Wiesen und Felder wird der Stadtteil Salmünster der Stadt Bad Soden-Salmünster erreicht. Etwa 0,7 km abseits des Radwegs befinden sich ein ehemaliges Franziskanerkloster mit der Klosterkirche St. Peter und Paul sowie der Adelssitz Schleifrashof aus dem 16. Jahrhundert. Die Radroute verläuft am Waldrand nördlich vorbei an Salmünster und erreicht nach 1,6 km den Stadtteil Bad Soden. Dort befindet sich der Kurbereich der Stadt mit Spessart Therme, Kurpark und Gradierwerk. Im Stadtteil befinden sich außerdem die Burgruine Stolzenberg und das Huttenschloss, das bedeutendste historische Gebäude von Bad Soden. Die Route verlässt Bad Soden, erreicht das freie Gelände des Kinzigtals und quert erneut die A 66, bevor nach 3,8 km die Kinzigtalsperre erreicht wird. Der R3 führt am nördlichen Ufer des Stausees entlang und erreicht nach 5,6 km das Brüder Grimm-Haus in Steinau an der Straße, das sich offiziell Brüder-Grimm-Stadt nennen darf. Ebenfalls sehenswert ist Schloss Steinau. Es ist die früheste, größte und am besten erhaltene Schlossanlage der Frührenaissance in Hessen. Nach dem Verlassen der Stadt führt der Weg weiter durch die Wiesen und Felder des Kinzigtals und erreicht nach ca. 8 km die Stadtmitte von Schlüchtern. Die Route durch Schlüchtern führt vorbei am ehemaligen Benediktinerkloster, der Evangelischen Stadtkirche St. Michael und dem Bergwinkelmuseum, wo mit modernen Kommunikationsmitteln die Vergangenheit Schlüchterns lebendig gehalten wird. In Schlüchtern verlässt die Route das Kinzigtal und folgt dem Riedbach Richtung Norden, wobei sich Wald, Wiesen und Felder abwechseln. Mit Schlüchtern endet der flache Teil des R3, und es ist die erste Steigung zu bewältigen, die auf vier Kilometern rund 140 Höhenmeter mit sich bringt. Danach wird wieder einmal die A 66, diesmal in Richtung Norden gequert, und nach etwa 10 km erreicht die Route über abfallendes, hügeliges Gelände die Gemeinde Flieden. Danach geht es hügelig weiter durch freies Gelände zum ca. 5 km entfernten Bahnhof von Neuhof. Der R3 orientiert sich fortan an der Bahnstrecke nach Fulda und führt durch freies Gelände und zeitweise am Waldrand entlang, leicht hügelig und mit fallender Tendenz Richtung Fulda. Zuerst wird der Stadtteil Johannesberg und kurz darauf nach insgesamt 15 km die Innenstadt erreicht. Die Barock- und Bischofsstadt Fulda bietet eine ganze Reihe von Sehenswürdigkeiten, unter anderem den Dom, das Stadtschloss mit Park und Orangerie, das Paulustor sowie das Barockviertel und viele Kirchen. Das Touristenbüro bietet für einen ungefähr einstündigen Rundgang einen Audioguide an.

### Fulda – Tann
Länge 43,5 km; Steigungen 523 Höhenmeter.
Zusammen mit dem Bahnradweg Hessen verlässt die Route die Stadt Fulda in einem Bachtal und quert nach 5 km die A7. Dabei ist eine Steigung von 55 Höhenmetern auf einen Kilometer Länge zu überwinden. Dort in Götzenhof beginnt der Milseburgradweg, auf dem die Route auf der ehemaligen Trasse der Rhönbahn verläuft. Die ehemaligen Haltepunkte der Bahnstrecke sind heute mit Schutzhütten ausgestattet. Die Route verläuft erst eben und dann mit leichter Steigung (ca. 2 %) und erreicht nach 17 km den Milseburgtunnel. Der Weg durch Wiesen und Felder folgt dabei dem Lauf der Bieber und passiert die Orte Almendorf, Melzdorf, Wiesen, Niederbieber und Langenbieber. Dabei sind das Barockschloss Bieberstein und die Milseburg auf der höchsten Erhebung der südlichen Rhön vom Radweg aus zu erkennen. Nach Niederbieber gewinnt der Weg in einer langen S-Schleife durch ein Waldgebiet weiter an Höhe, bevor er den Tunneleingang erreicht. Der beleuchtete Tunnel hat eine Länge von 1173 m und ist nur vom 1. April bis zum 31. Oktober geöffnet. Daher gibt es eine Umfahrungsstrecke, auf der allerdings auf rund 4 km Wegstrecke 150 Höhenmeter überwunden werden müssen. Der Tunnel endet vor dem Örtchen Oberbernhards an der ehemaligen Station Milseburg. Der R3 zusammen mit dem Milseburgradweg und dem Bahnradweg Hessen verlaufen noch 7 km rund 150 Höhenmeter abfallend durch ein offenes Bachtal durch die Orte Rupsroth und Eckweisbach bis zum Weiler Aura, der zur Stadt Tann gehört. Hier biegt der Milseburgradweg nach Süden Richtung Hilders ab, wo er nach 2 km endet. Dafür stoßen hier der Rhönradweg und der Ulstertalradweg zum R3. Die Radrouten führen durch das Ulstertal mit offenem Wiesen- und Ackergelände Richtung Norden. Der Weg führt über abfallendes Gelände und erreicht nach ca. 9 km die 43 Höhenmeter tiefer gelegene Stadt Tann mit ihrem renovierten Stadttor sowie Schloss Tann. Der R3 verläuft daraufhin weiter zusammen mit den Radwegen Bahnradweg Hessen, Ulstertalradweg und Rhönradweg noch etwa 5 km bis zur hessischen Grenze. Die anderen Radwege folgen weiter der Ulster Richtung Geisa in Thüringen.

## Anschlussradwege
- Zwischen Oestrich-Winkel und Mainz-Kostheim verläuft der R3 auf dem Rhein-Radweg.
- Die Variante über das Kloster Eberbach sowie auf dem Abschnitt Eltville – Hochheim am Main verläuft der R3 weitgehend gemeinsam mit der Rheingauer Rieslingroute.
- Auf dem Abschnitt Mainz-Kostheim – Offenbach-Rumpenheim verlaufen der R3, der Main-Radweg und die D-Route 5 (Saar-Mosel-Main) zum Großteil gemeinsam. In Mainz-Kostheim kreuzt außerdem der Hessische Radfernweg R6. Dieser führt über 404 km vom Waldecker Land ins Rheintal.
- In Frankfurt-Höchst kreuzt der Hessische Radfernweg R8. Er führt über 297 km vom Edertal durch den Westerwald und den Taunus zur Bergstraße.
- Der Bahnradweg Hessen und der R3 nutzen von Schloss Philippsruhe in Hanau nach Wächtersbach und von Fulda bis Tann die gleiche Route.
- Bei Erlensee im Main-Kinzig-Kreis kreuzt der Deutsche Limesradweg den R3.
- Die Mittelalter-Radroute läuft zwischen Gelnhausen und Wächtersbach entweder parallel oder sogar auf identischer Streckenführung.
- Bei Maintal kreuzt der Hessische Radfernweg R4 den R3. Dieser führt von Bad Karlshafen an der Weser über 415 km bis nach Hirschhorn am Neckar.
- In Wächtersbach trifft der Vogelsberger Südbahnradweg auf den R3. Damit stellt er eine 35 km lange Verbindung zwischen dem Vulkanradweg im Vogelsberg mit dem Kinzigtal her.
- In Fulda treffen eine ganze Reihe von Radwegen zusammen:
  - Der Hessische Radfernweg R1 (Fulda-Radweg) führt über 250 km von den Höhen der Rhön entlang der Fulda bis Bad Karlshafen an der Weser.
  - Der Hessische Radfernweg R2 (Die Vier-Flüsse-Tour) startet in Biedenkopf und führt über 202 km durch die Flusstäler von Lahn, Lauter, Lüder und Fulda nach Sinntal im Spessart.
  - Die D-Route 9 Weser-Romantische Straße führt von der Nordsee über Bremen, Kassel, Fulda und das Taubertal nach Füssen im Allgäu (1.197 km).
- Die regionale Themenroute Milseburgradweg ist zwischen Fulda und Hilders Teil des R3.
- Zwischen Tann und hessisch/thüringischen Grenze verlaufen R3, Rhönradweg und Ulstertalradweg auf derselben Strecke und gewährleisten den Anschluss in das thüringische Gebiet der Rhön.

## Bahn- und Busanbindung
Auf der gesamten Strecke zwischen Rüdesheim und Fulda bestehen Bahnanschlüsse (siehe auch Infobox). Zwischen dem Bahnhof Rüdesheim (Rhein) und Frankfurt Hauptbahnhof verkehrt stündlich die Rheingaulinie. Sie hält an allen in der Infobox gekennzeichneten Bahnhöfen an dieser Strecke. Zwischen Frankfurt und Hanau verkehren die S-Bahn-Linien S8 und S9 sowie Regionalzüge mit Halten in Offenbach. Die Regionallinie RE 50 verkehrt stündlich zwischen dem Hauptbahnhof Frankfurt und Fulda. Damit deckt sie den Bereich Offenbach und Fulda mit allen in der Infobox genannten Orten ab. Hinter Fulda besteht kein Anschluss an eine aktive Bahnstrecke mehr. Dort kann vom 1. Mai bis zum 3. Oktober an Samstagen, Sonn- und Feiertagen auf den RhönRadbus ausgewichen werden. Er verkehrt im Zweistundentakt zwischen Fulda und Gersfeld und hat unter anderem Haltestellen in Langenbieber und Hilders. Nach Hilders gibt es keine Haltestellen mehr.

## Landschaft, Kultur und Sehenswürdigkeiten
Von den Weinbergen des Rheingaus führt die Route entlang von Rhein und Main bis zur Mündung der Kinzig. Den Beinamen Spätlesereiter verdankt die Route der Tatsache, dass das Schlossgut Johannisberg eine Besitzung des Bistums Fulda war und von dort die Order zum Beginn der Weinlese kommen musste. Da sich der reitende Bote aber verspätete, blieben die Trauben länger an den Reben als sonst üblich und wurden von der Grauschimmelfäule befallen. Obwohl man die Trauben für verdorben hielt, wurden sie gekeltert, und bei der Verkostung im darauf folgenden Jahr überraschte der Wein mit besonderer Qualität. Die Bezeichnung Spätlese wurde daraufhin für besonders hochwertige Weine üblich, und nebenbei hatte man die positiven Effekte der Edelfäule, des Befalls durch den Schimmelpilz Botrytis cinerea, entdeckt. Der Rheingau reicht bis Hochheim am Main, woher auch die britische Königin Victoria ihren Wein bezog. Das Königin-Victoria-Denkmal inmitten der Weinberge erinnert noch heute daran. Auf dem Weg dorthin werden viele bekannte Weinorte wie Oestrich-Winkel und Eltville durchquert, und auf der Alternativroute durch die Weinberge wird das bekannte Kloster Eberbach passiert. Entlang des Mains führt die Route daraufhin durch den Ballungsraum des Rhein-Main-Gebiets. Besonders sichtbar wird dies am Museumsufer von Frankfurt, wo die Skyline der Stadt auftaucht. Durch Stadt-, Natur und Industrielandschaft wird bei Hanau die Mündung der Kinzig in den Main erreicht. Im breiten Kinzigtal überwiegt wieder die Natur mit ausgedehnten Wiesen. Die nahe Autobahn lässt jedoch immer noch die nahe Stadtregion ahnen. In der Barbarossastadt Gelnhausen können die Kaiserpfalz, die beiden Marktplätze und die sehenswerte Marienkirche besichtigt werden. Immer noch nahe der Autobahn A 66 führt der Radweg durchs obere Kinzigtal, vorbei an Wächtersbach, der Kurstadt Bad Soden-Salmünster und der Kinzigtalsperre nach Schlüchtern. Durch die Ausläufer des südlichen Vogelsberges gewinnt der Radweg dort an Höhe und führt durch ländliches Gebiet, meist durch offenes Feld und Wiesen in die Stadt Fulda. Die Barock- und Bischofsstadt Fulda ist sicher ein kultureller Höhepunkt auf dem R3. Von den vielen Kirchen ist der Dom St. Salvator zu Fulda sicher die bekannteste. Daneben können das Stadtschloss und viele barocke Gebäude besucht werden. Nach dem Verlassen von Fulda durchquert der R3 das ländliche Gebiet der Rhön und erklimmt über den Milseburgradweg auf einer stillgelegten Bahnstrecke deren Höhen. Nach Hilders wird das Ulstertal erreicht, dem der Weg folgt. Nach Tann endet der R3 an der hessisch-thüringischen Grenze. Die Fortführung Richtung Geisa in dem thüringischen Teil der Rhön übernehmen der Rhönradweg und der Ulstertalradweg.

### Sehenswürdigkeiten zwischen Rüdesheim und Frankfurt

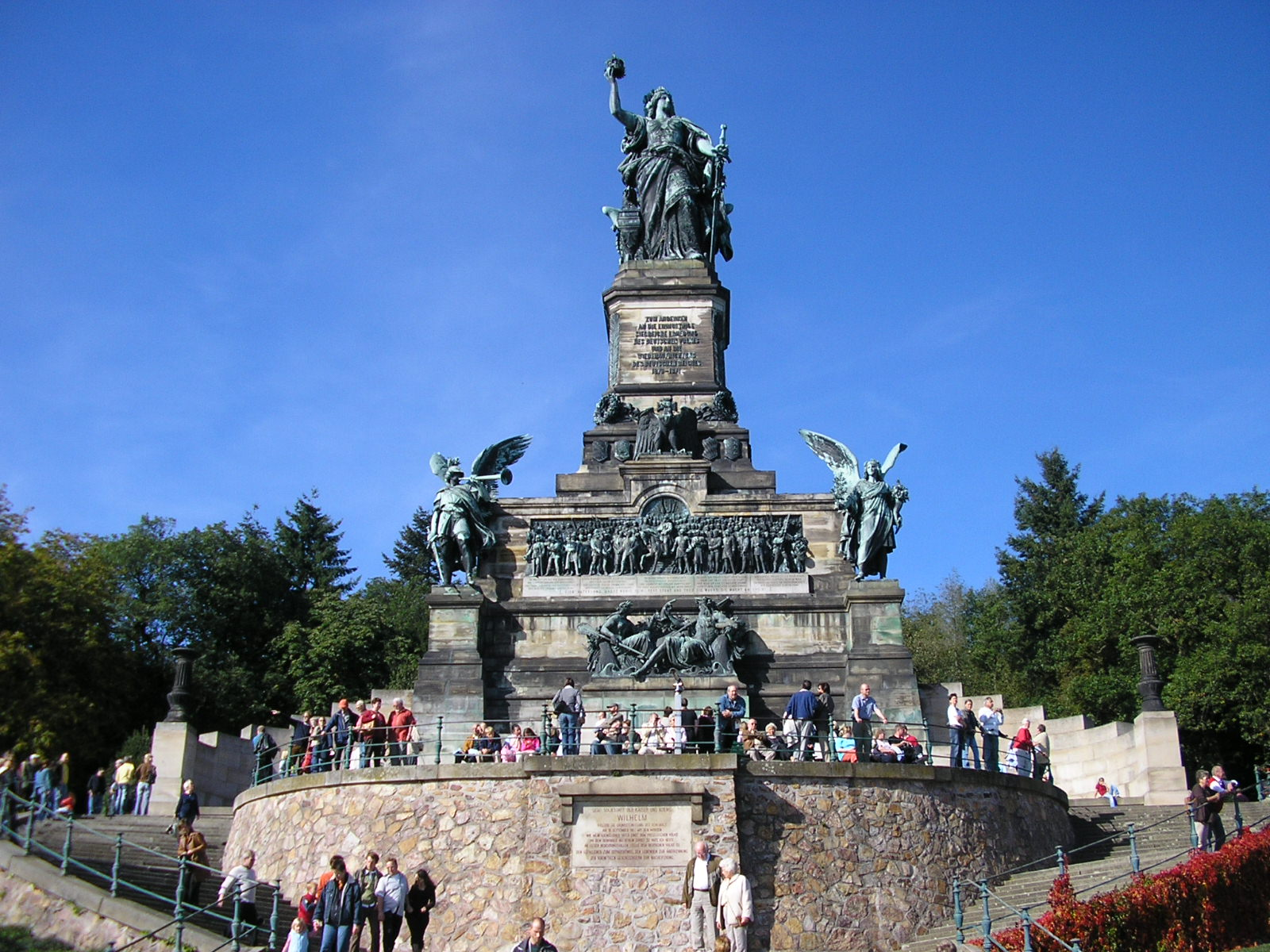
Niederwalddenkmal
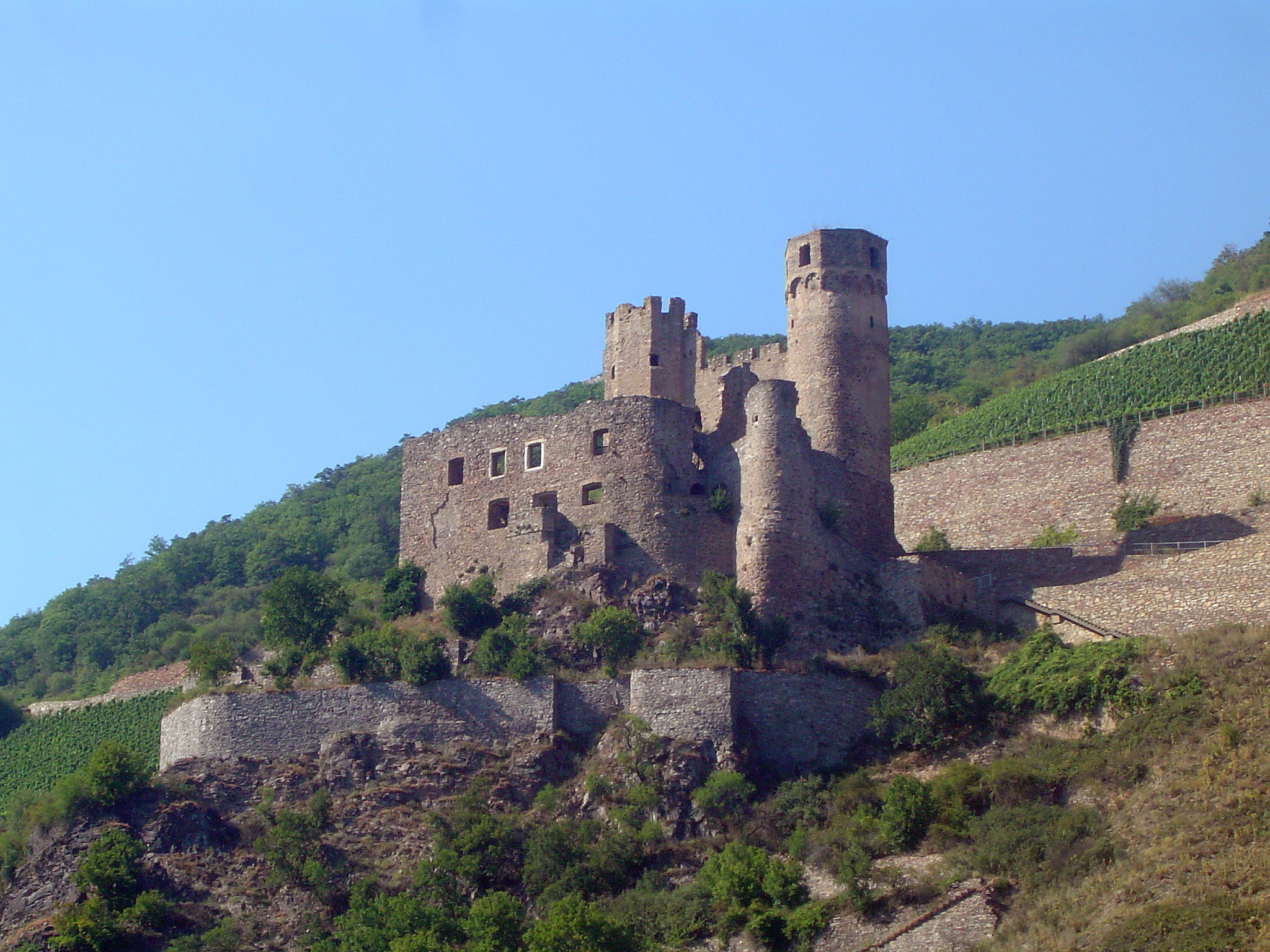
Burgruine Ehrenfels
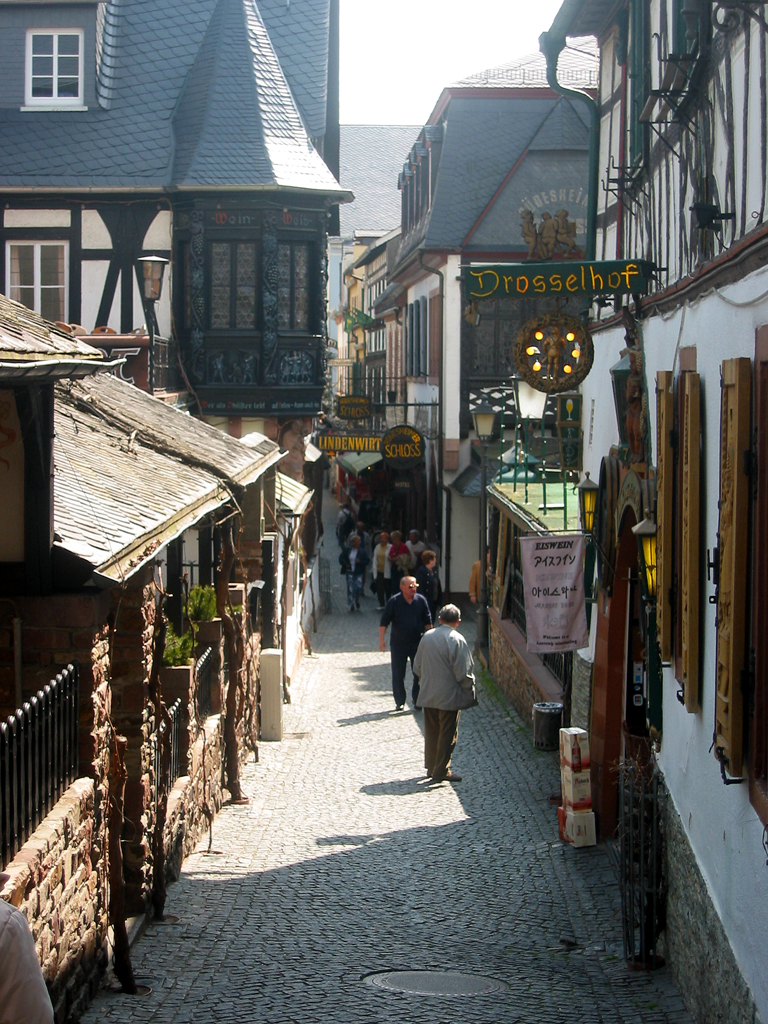
Rüdesheim Drosselgasse
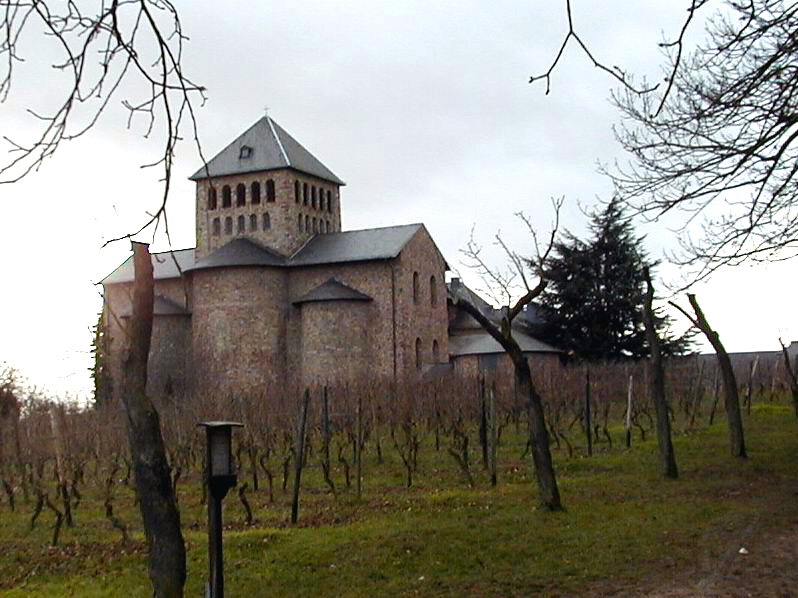
Basilika von Schloss Johannisberg
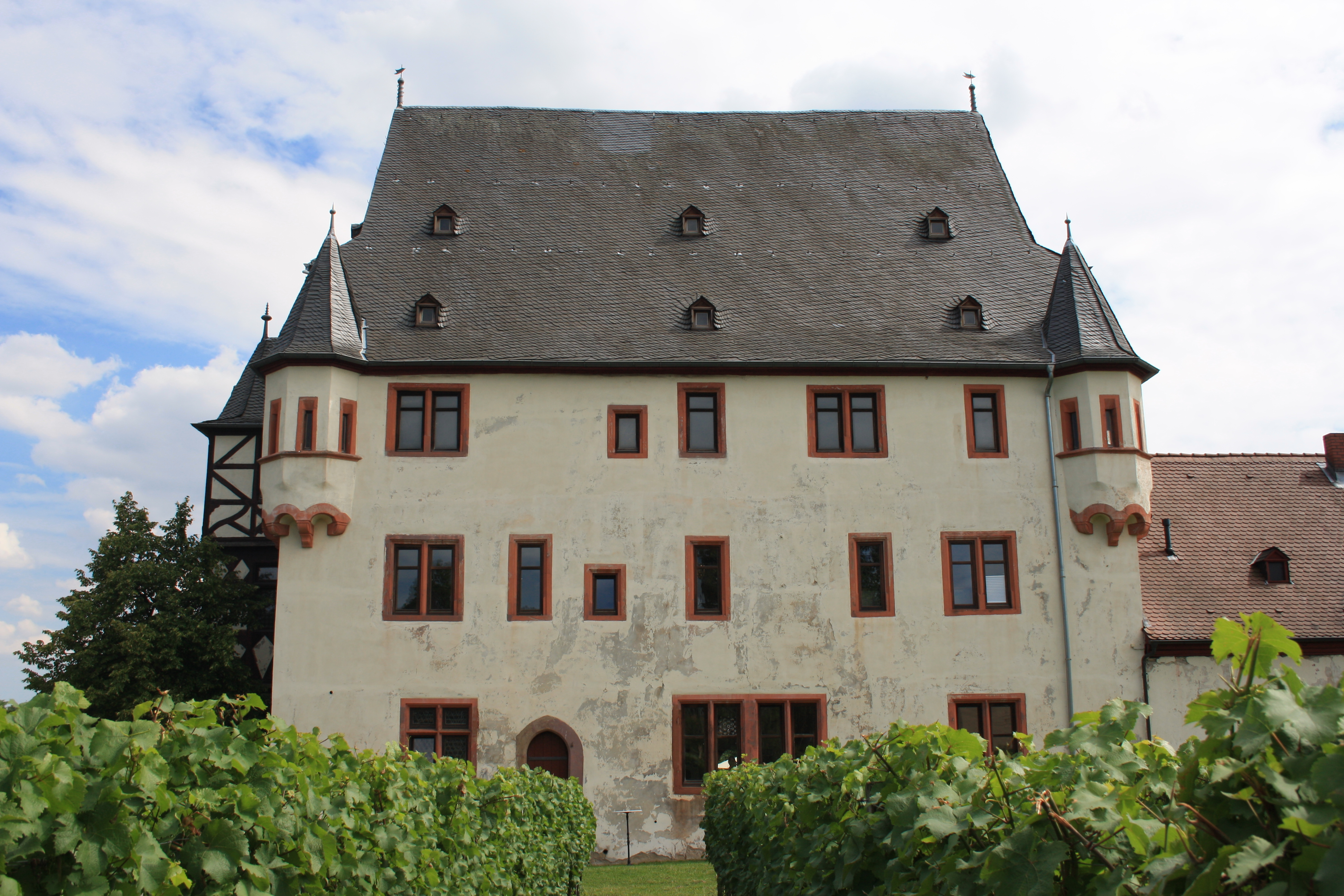
Schloss Schönborn in Geisenheim
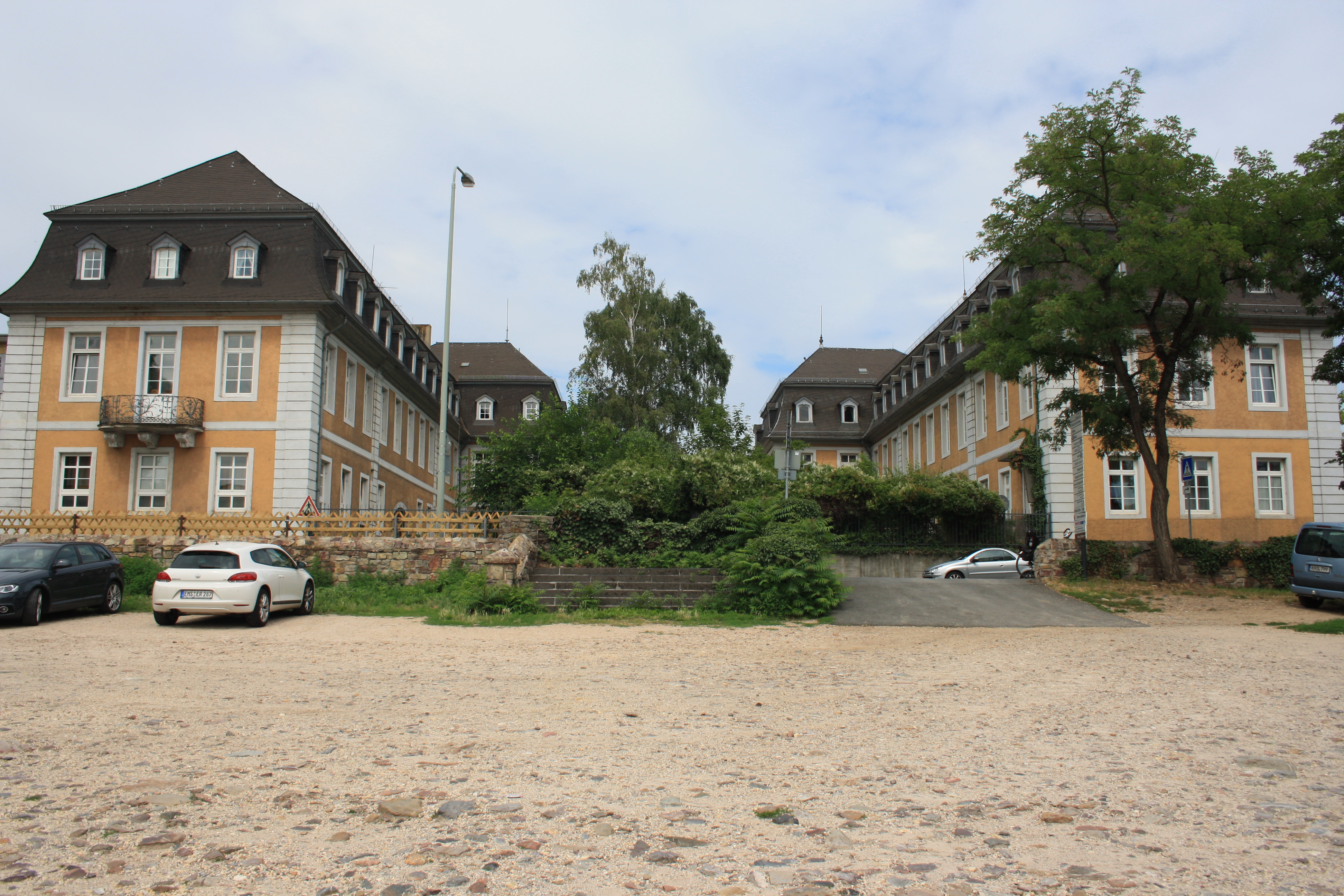
Palais Ostein in Geisenheim
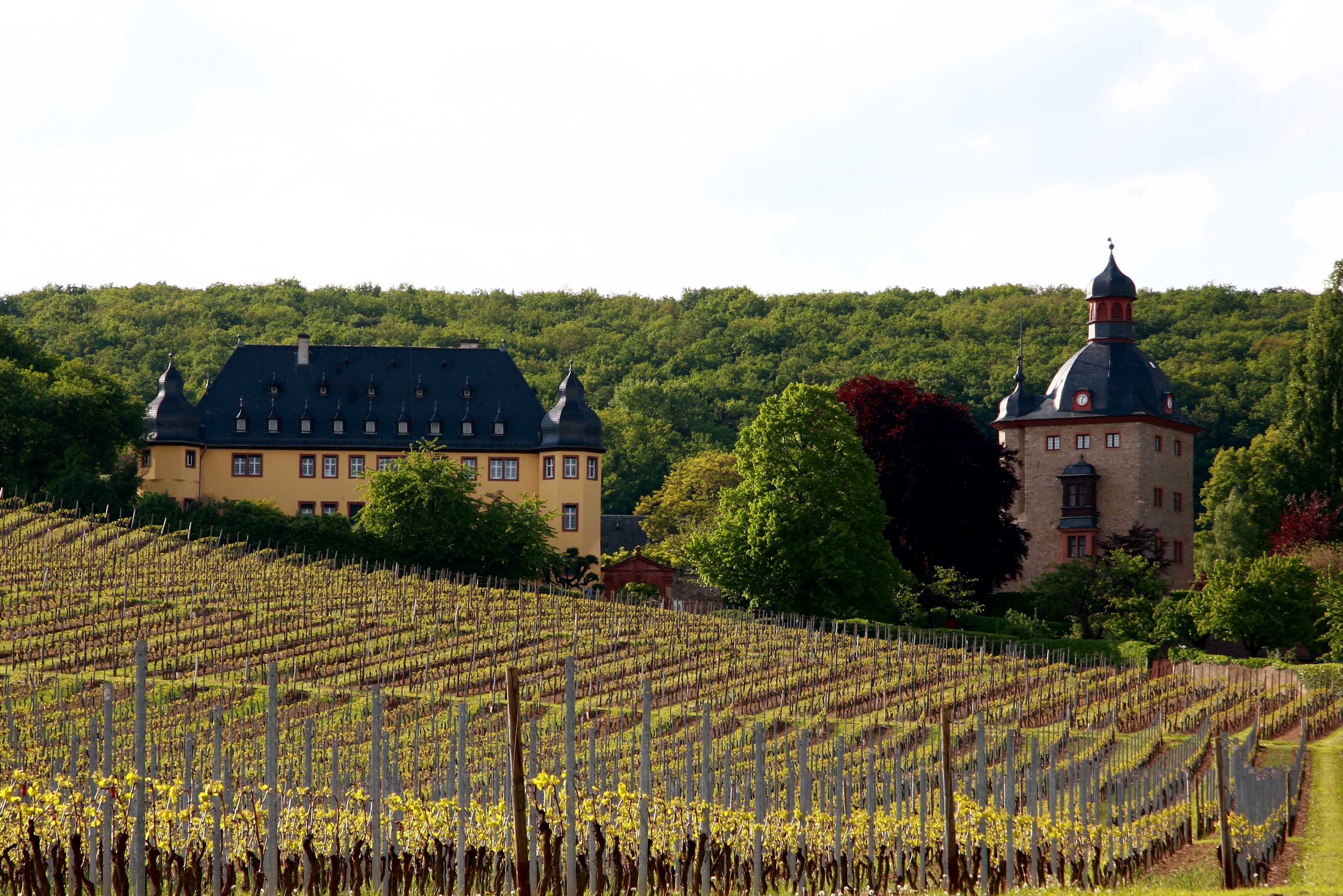
Schloss Vollrads in den Weinbergen
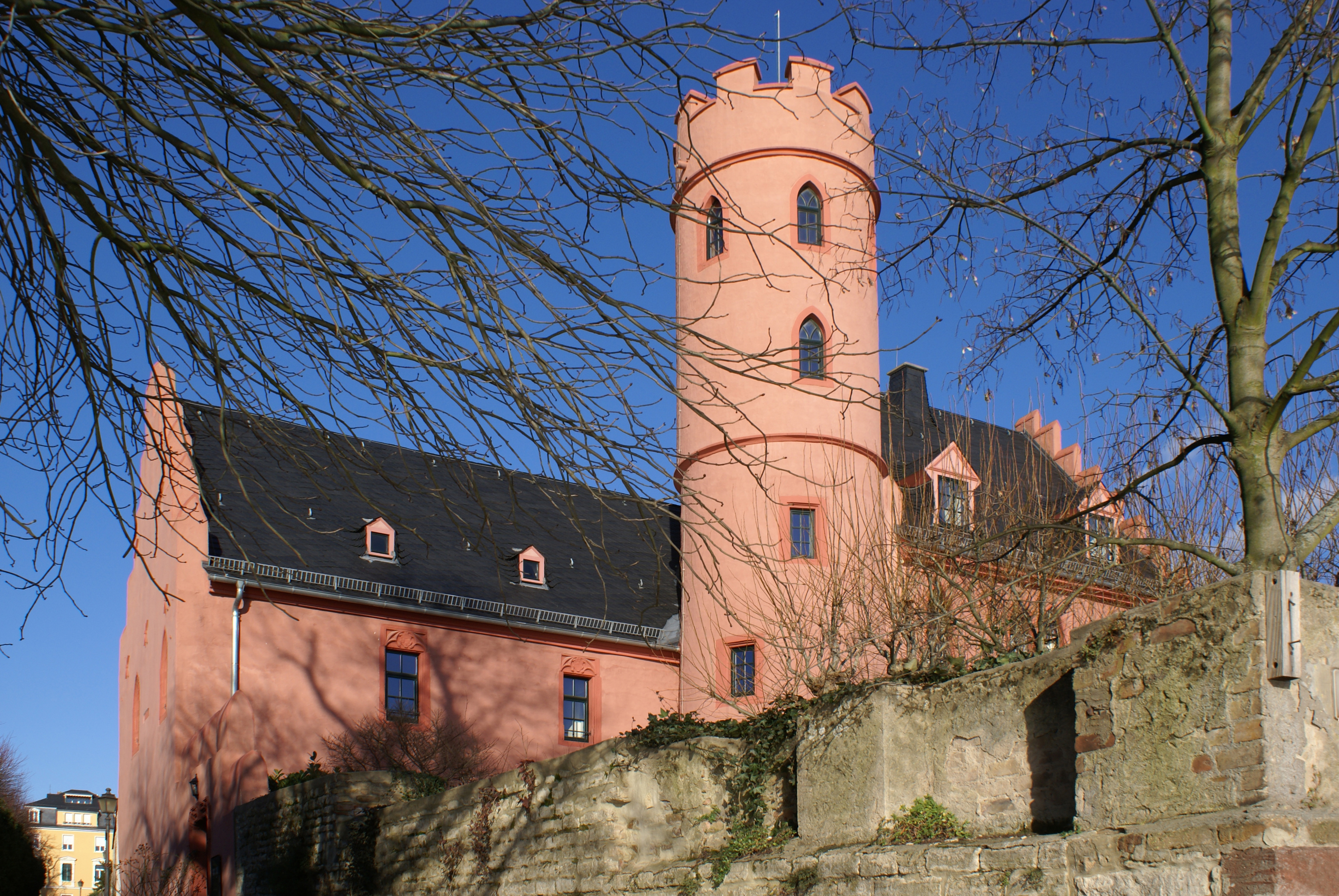
Burg Crass in Eltville
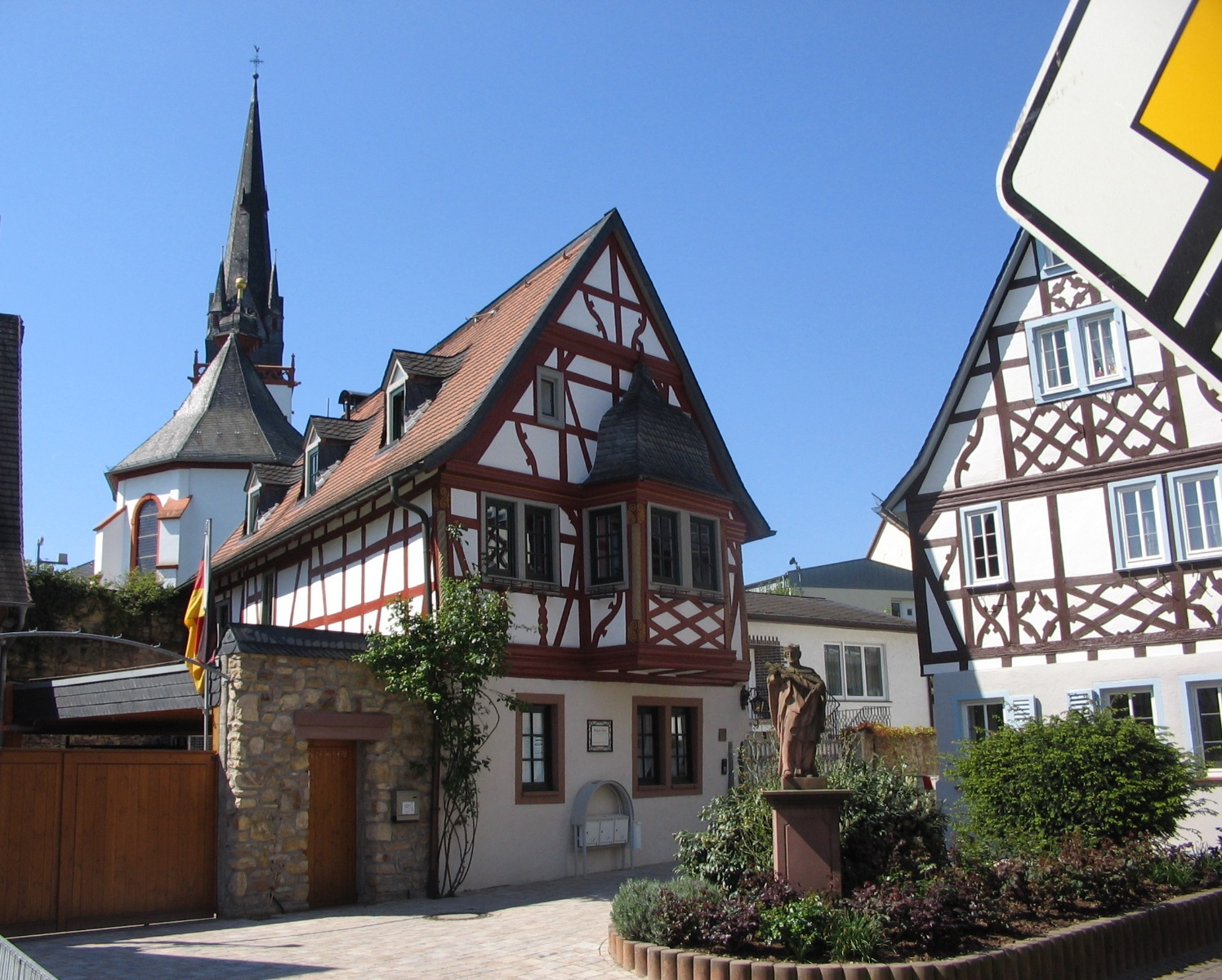
Ortsbild von Eltville-Erbach
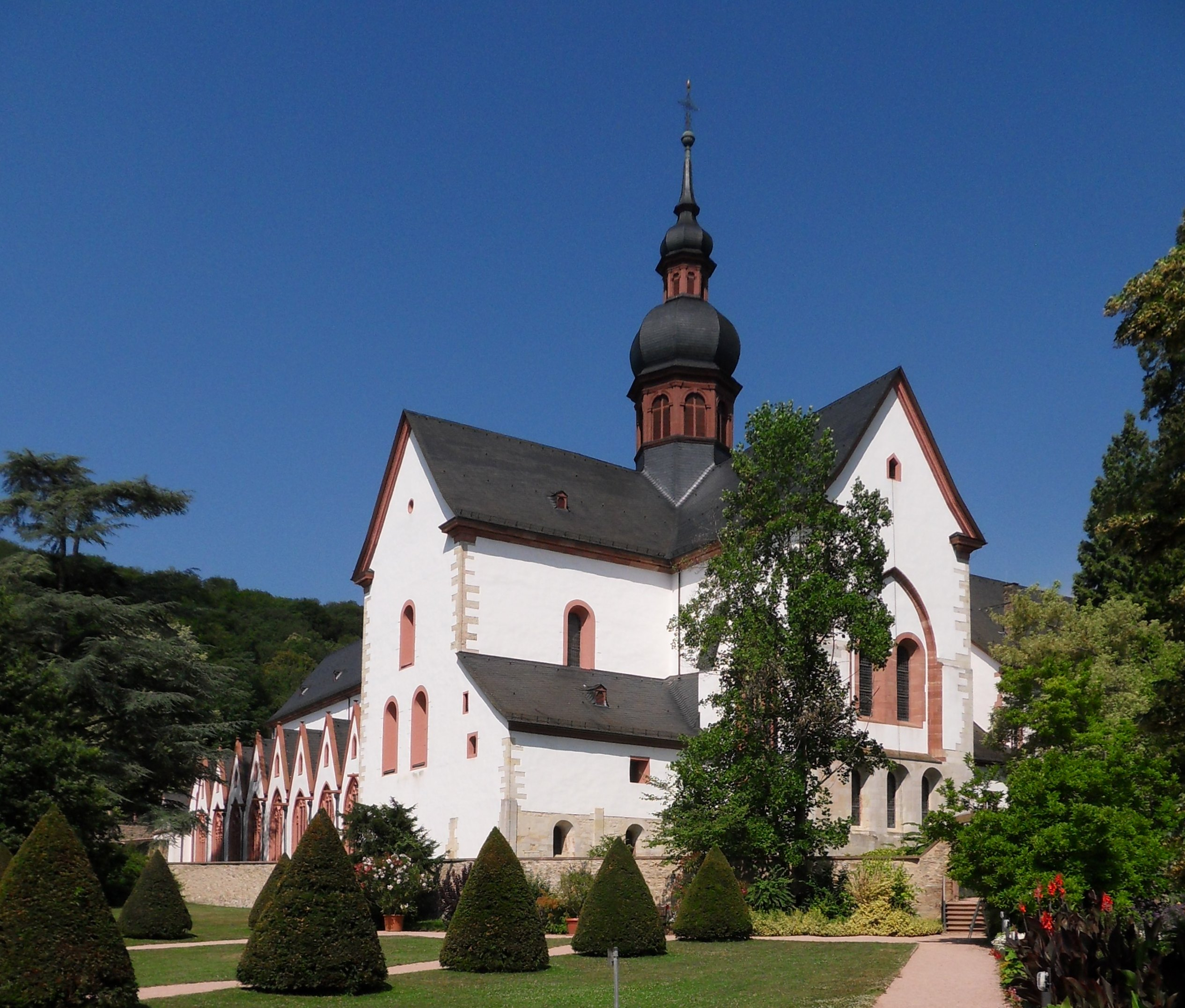
Basilika des Klosters Eberbach

- Die Weinstadt Rüdesheim am Rhein gehört mit zum UNESCO-Welterbe Oberes Mittelrheintal. Sie liegt am Fuß des Niederwaldes mit dem Niederwalddenkmal und ist eine der bekanntesten Touristen-Attraktionen Deutschlands. Am bekanntesten ist wohl die Drosselgasse, um die sich in der Altstadt Gastronomie und Hotels konzentrieren. Daneben bietet Rüdesheim eine Reihe weiterer Sehenswürdigkeiten, wie
  - Den Osteinschen Landschaftspark Niederwald aus dem 18. Jahrhundert
  - Die Pfarrkirche St. Jakob aus dem 15. Jahrhundert
  - Die Ruine der Burg Ehrenfels am nordöstlichen Rheinufer am steilen Hang des Rüdesheimer Berges, der mehrere der besten Weinlagen Deutschlands umfasst.
  - Die Brömserburg (auch Niederburg) ist die älteste Burg im Welterbe Oberes Mittelrheintal und beherbergt das Rheingauer Weinmuseum.
  - Die Boosenburg (auch Oberburg) mit dem 38 m hohen, erhaltenen Turm.
  - Der Klunkhardshof ist ein großes Fachwerk-Wohnhaus aus dem 15. Jahrhundert
  - Die Adelshöfe in der Oberstraße: Brömserhof, Groenesteynscher Hof und Bassenheimer Hof
  - Adlerturm aus dem 15. Jahrhundert – der 20,5 m hohe spätgotische Eckturm der alten Stadtbefestigung lag früher unmittelbar am Rhein.
  - Der Binger Mäuseturm aus dem 14. Jahrhundert auf der Rheininsel
  - Die Benediktinerinnenabtei St. Hildegard oberhalb des Stadtteils Eibingen
  - Die Pfarrkirche St. Hildegard ist hervorgegangen aus den Überresten des von Hildegard von Bingen 1165 gegründeten Benediktinerinnen-Klosters
- In Geisenheim befindet sich seit 1872 die Forschungsanstalt Geisenheim für Wein- und Gartenbau. Die Forschungsanstalt kooperiert im Bildungsbereich mit der Hochschule RheinMain, welche einen Fachbereich in Geisenheim betreibt. Der Schwerpunkt der Forschungsanstalt liegt im Garten- und Weinbau. In der Stadt sind unter anderem sehenswert:
  - Der Rheingauer Dom mit neugotischer Doppelturmfassade aus dem 19. Jahrhundert sowie Langhaus und Chor von Anfang des 16. Jahrhunderts
  - Die Alte Werkshalle ist ein bedeutendes Industriedenkmal der langjährigen Maschinenbau-Tradition in Geisenheim.
  - Das 1550 erbaute Schloss Schönborn (ehemaliger Stockheimer Hof) steht am Bahnhof inmitten eines Weinbergs
  - Das Palais Ostein war eine Sommerresidenz des letzten Grafen von Ostein. Die hufeisenförmige Anlage stammt aus dem 18. Jahrhundert, um 1811 wurde der prachtvolle Mittelbau wegen Gütertrennung niedergelegt. Heute ist das Palais Eigentum der St. Ursula-Schule
- Der Weinort Oestrich-Winkel hat als Wahrzeichen am Rheinufer einen Weinverladekran aus dem 18. Jahrhundert. An der nordöstlichen Gemeindegrenze nahe Hattenheim liegt Schloss Reichartshausen (gegründet im 12. Jahrhundert) mit seinen um 1900 als künstliche Ruine verkleideten Wirtschaftsgebäuden. Heute beherbergt es die European Business School. Weitere Sehenswürdigkeiten sind
  - Die St.-Aegidius-Basilika im Stadtteil Mittelheim aus dem frühen 12. Jahrhundert, eine der ältesten Steinkirchen Deutschlands
  - In Winkel steht eines der ältesten erhaltenen Steinhäuser Deutschlands, das Graue Haus aus dem späten 10. Jahrhundert.
  - Oberhalb des Ortes liegt Schloss Vollrads. Den Kern des heutigen Schlosses bildet ein als Wasserburg errichteter wuchtiger Wohnturm, der von einem quadratischen Teich umgeben und daher nur über eine Brücke zu erreichen ist. Er geht auf das erste Drittel des 14. Jahrhunderts und die Familie von Greiffenclau zurück.
- Eltville ist die größte Stadt im Rheingau und nennt sich Wein-, Sekt- und Rosenstadt und seit 2006 auch Gutenbergstadt. Unter anderem gibt es hier zu sehen:
  - Direkt am Rhein gelegen die Kurfürstliche Burg aus dem 14. Jahrhundert
  - Fachwerkhäuser aus dem 16. und 18. Jahrhundert
  - Das in Rheinnähe gelegene Schloss Reinhartshausen war Stammsitz der Ritter zu Erbach
  - Die Pfarrkirche St. Peter und Paul aus dem 14. Jahrhundert
  - Die Pfarrkirche St. Markus aus dem 15. Jahrhundert und die Evangelische Kirche in Erbach aus dem 19. Jahrhundert
  - Die Pfarrkirche St. Vincentius im Stadtteil Hattenheim
  - Die Burg Crass auch Schloss Rheinberg genannt, liegt außerhalb der alten Stadtmauer unmittelbar am Rheinufer in Richtung Walluf. Die um 1000 bis 1100 errichtete Burg gilt als das älteste erhaltene Gebäude der Stadt
  - Das Zisterzienser-Kloster Eberbach gehört ebenfalls zu Eltville. Es zählt mit seinen romanischen und frühgotischen Bauten zu den bedeutendsten Kunstdenkmälern Deutschlands. Im Kloster wurden im Winter 1985/86 fast alle Innenaufnahmen zum Film Der Name der Rose gedreht
- Am Frankfurter Mainufer führt der R3 durch die Metropole Frankfurt. Von dort ist die Skyline der Stadt zu sehen und sowohl die Altstadt als auch der Stadtteil Sachsenhausen leicht zu erreichen.

### Sehenswürdigkeiten zwischen Frankfurt und Tann

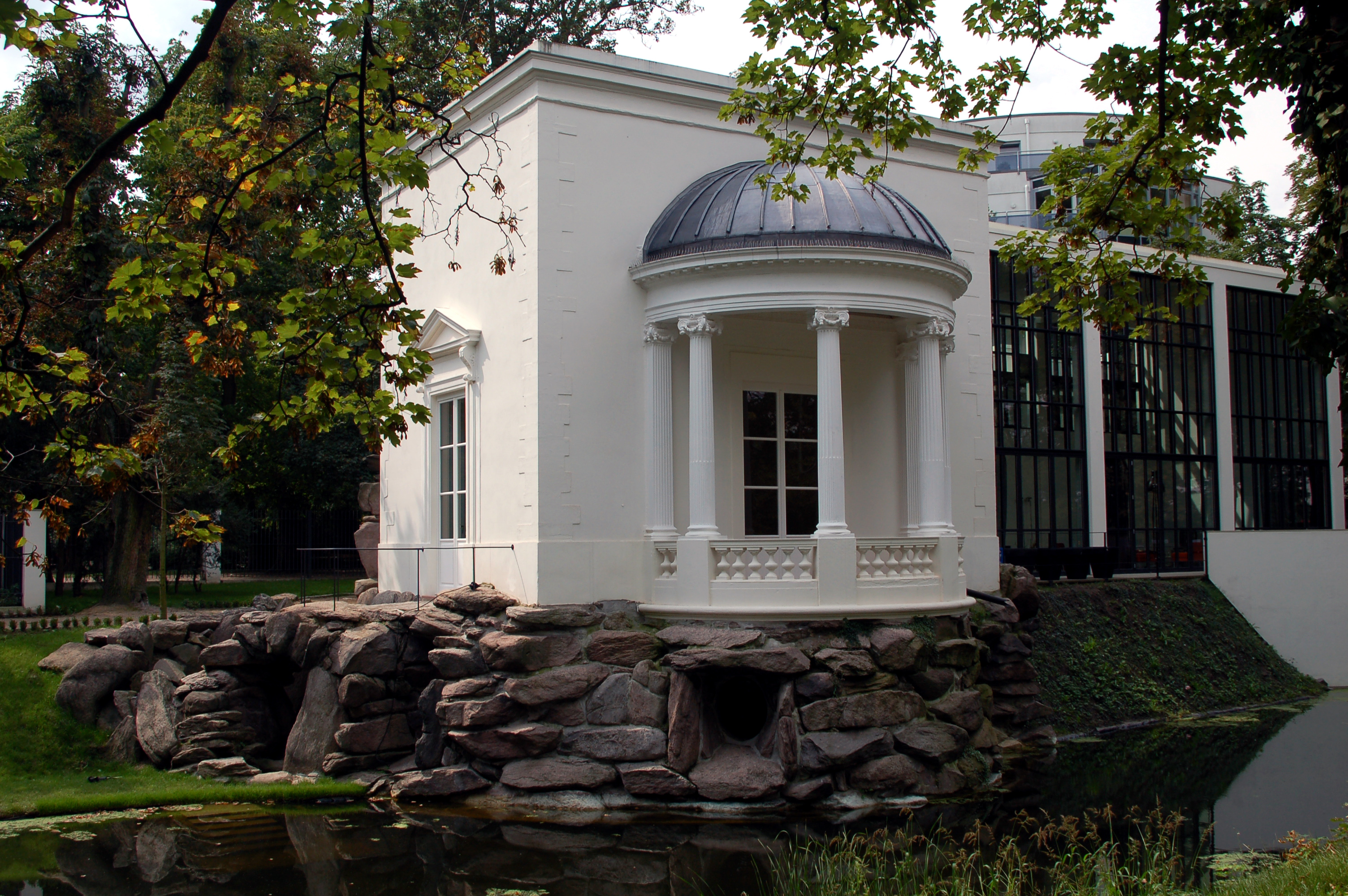
Lili-Tempel in Offenbach
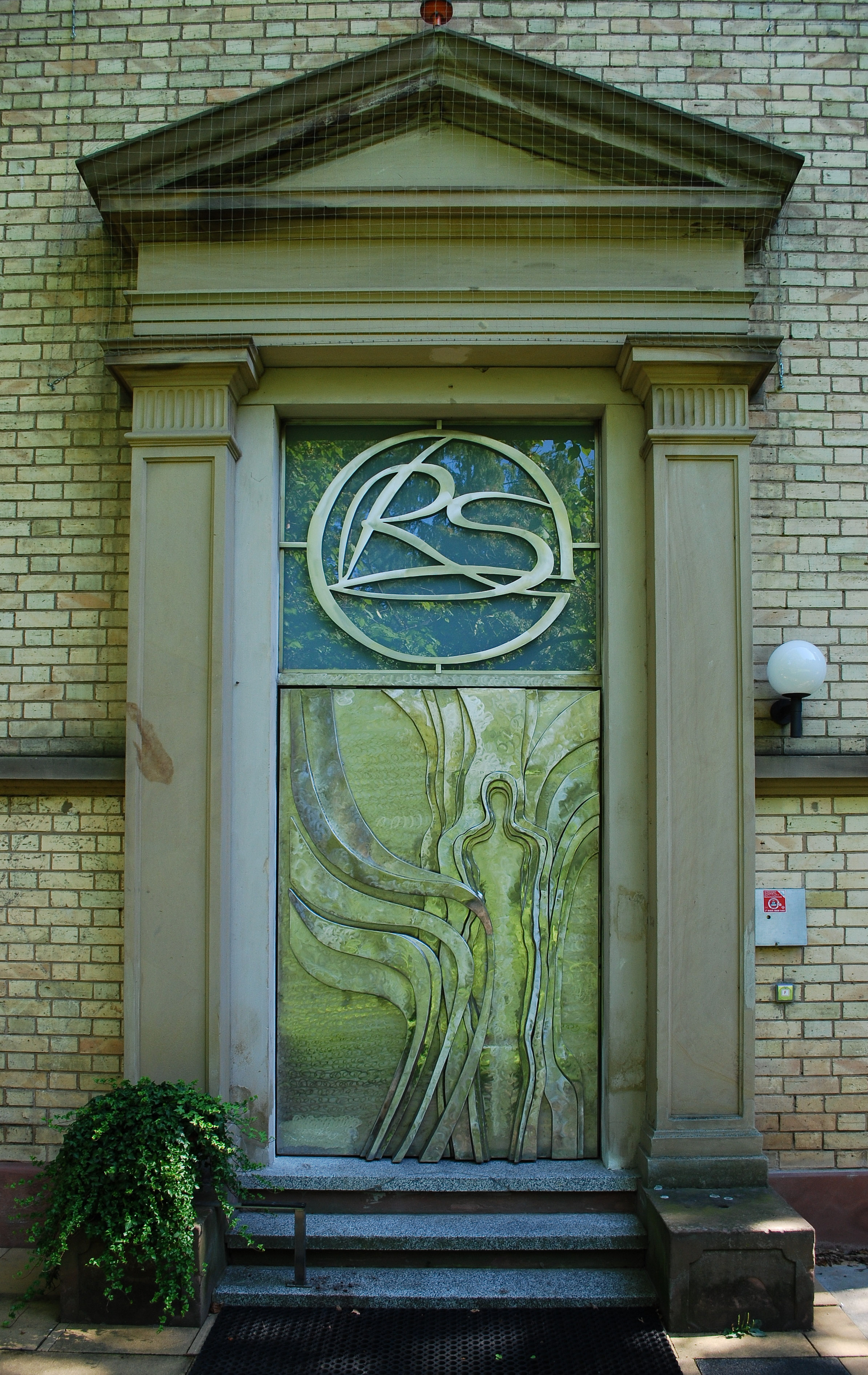
Rosenheim-Museum Offenbach
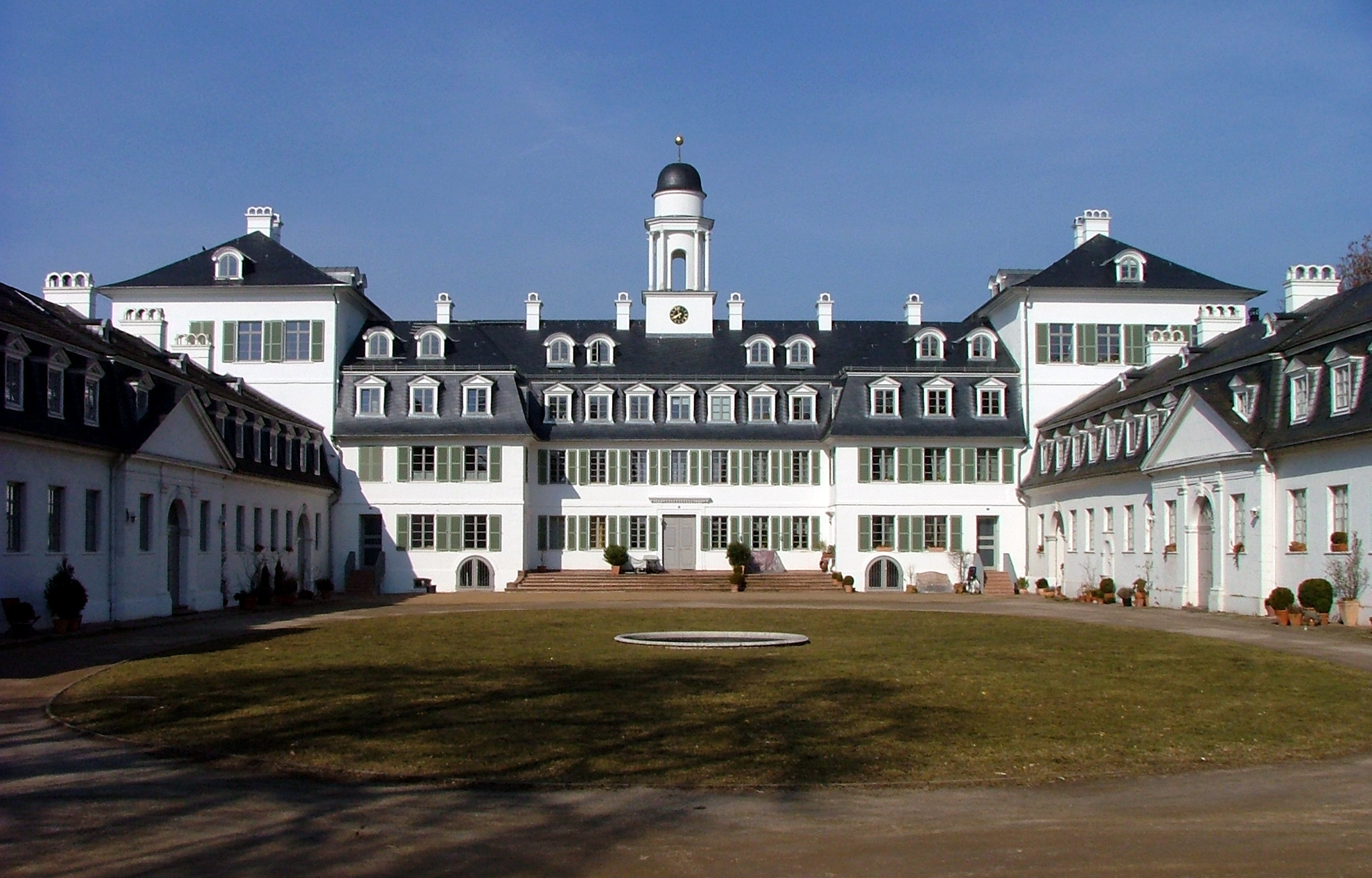
Rumpenheimer Schloss
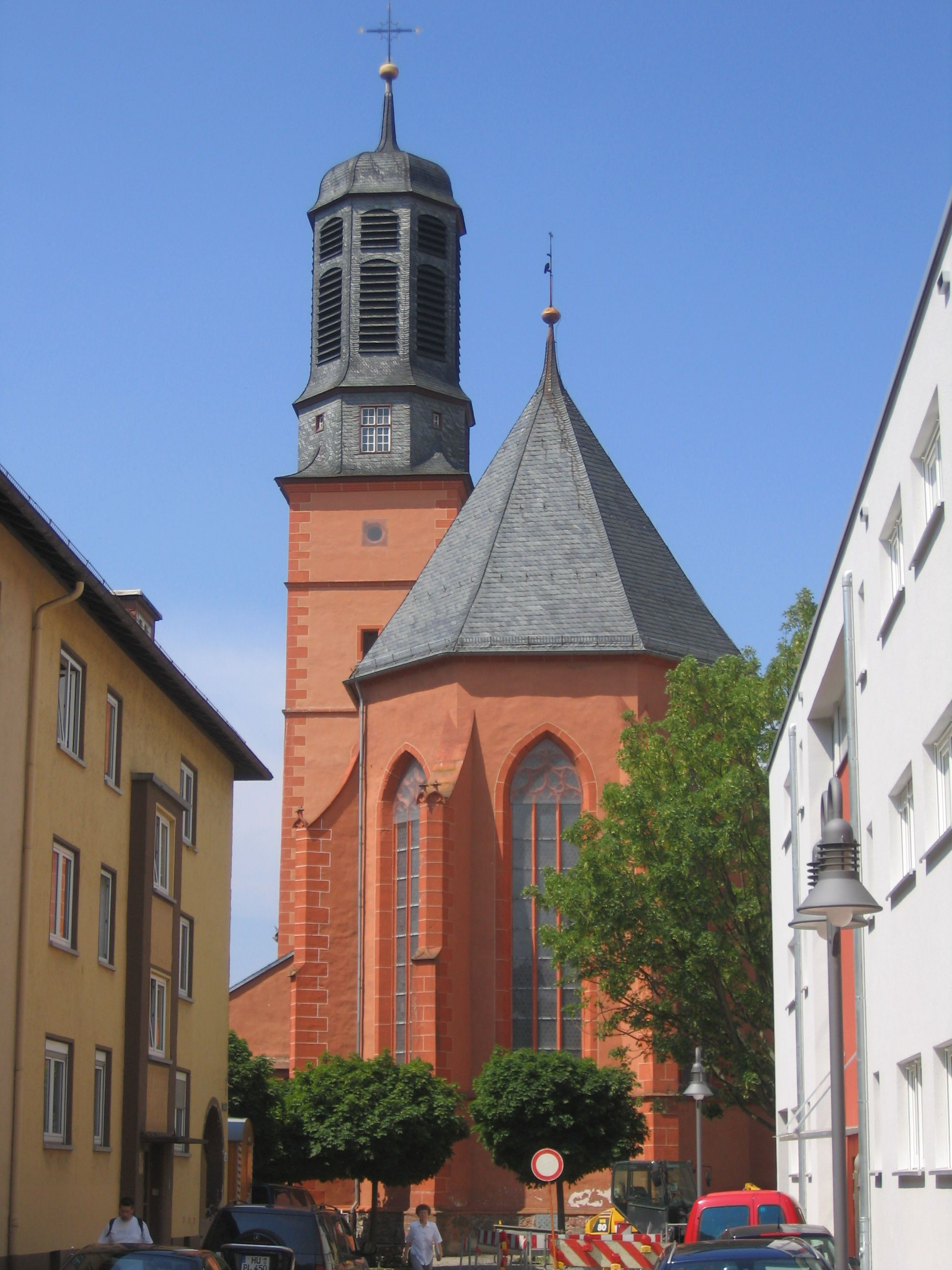
Marienkirche Hanau
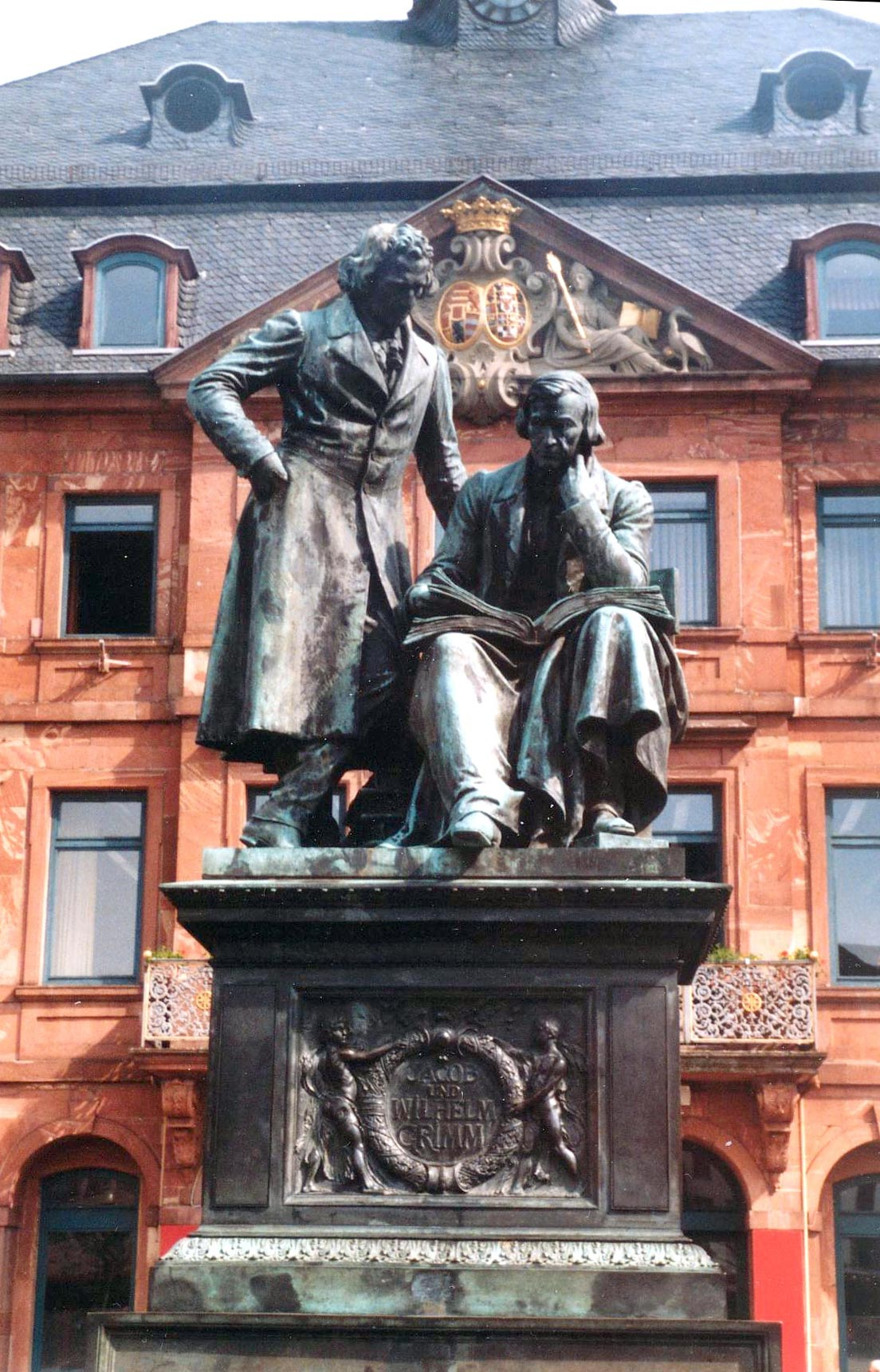
Gebrüder Grimm Denkmal in Hanau
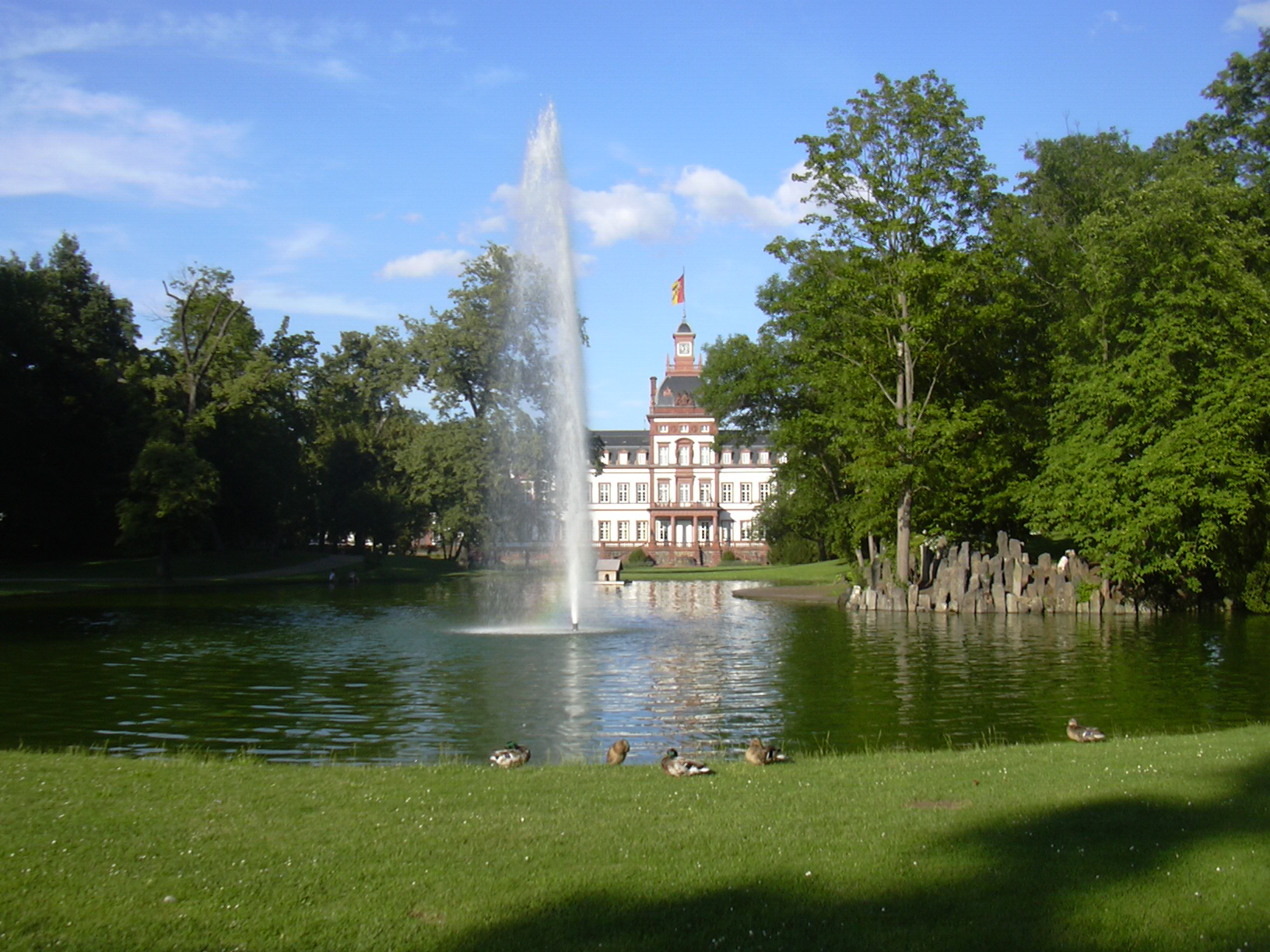
Gartenfassade von Schloss Philippsruhe
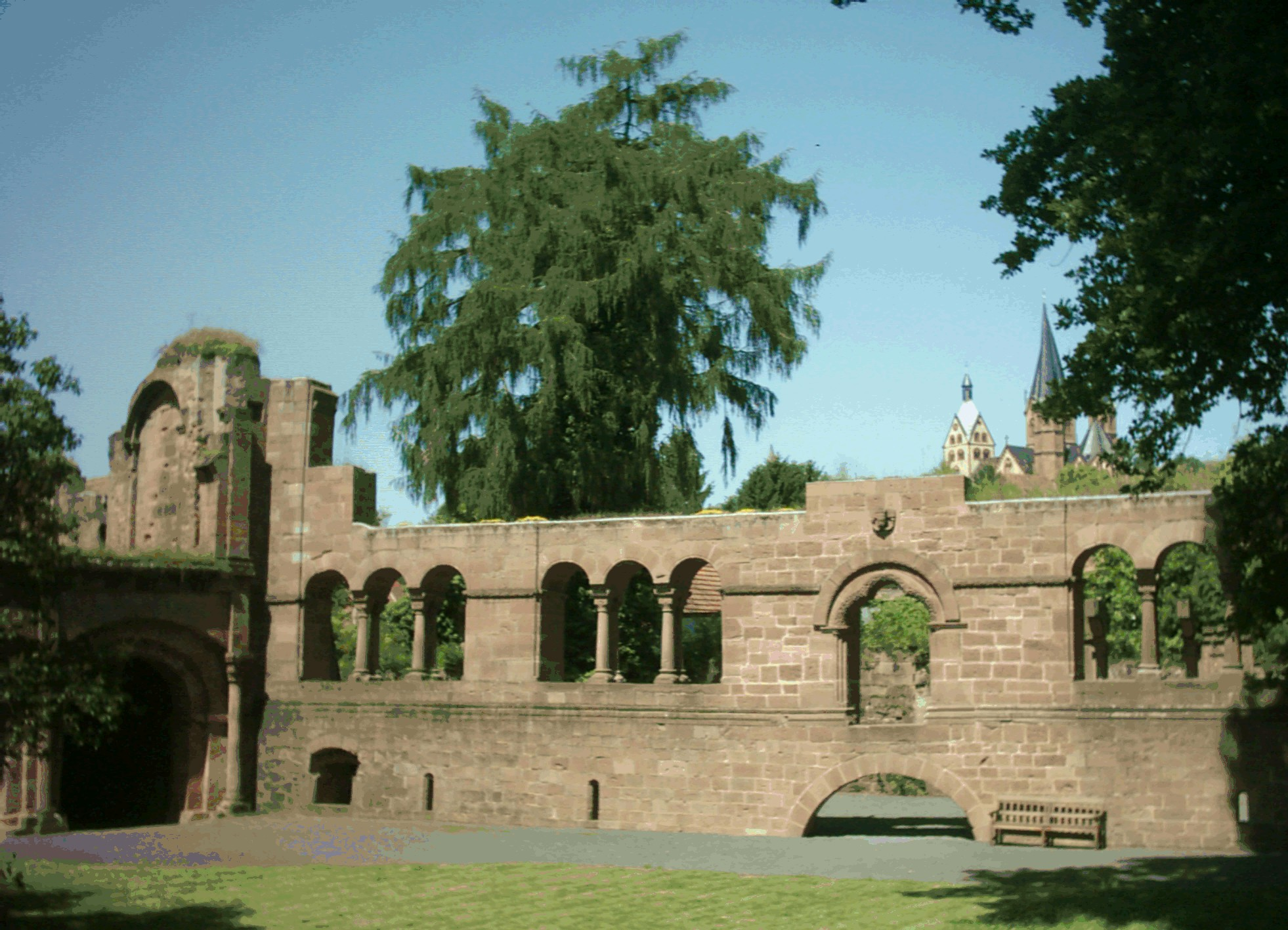
Kaiserpfalz Gelnhausen
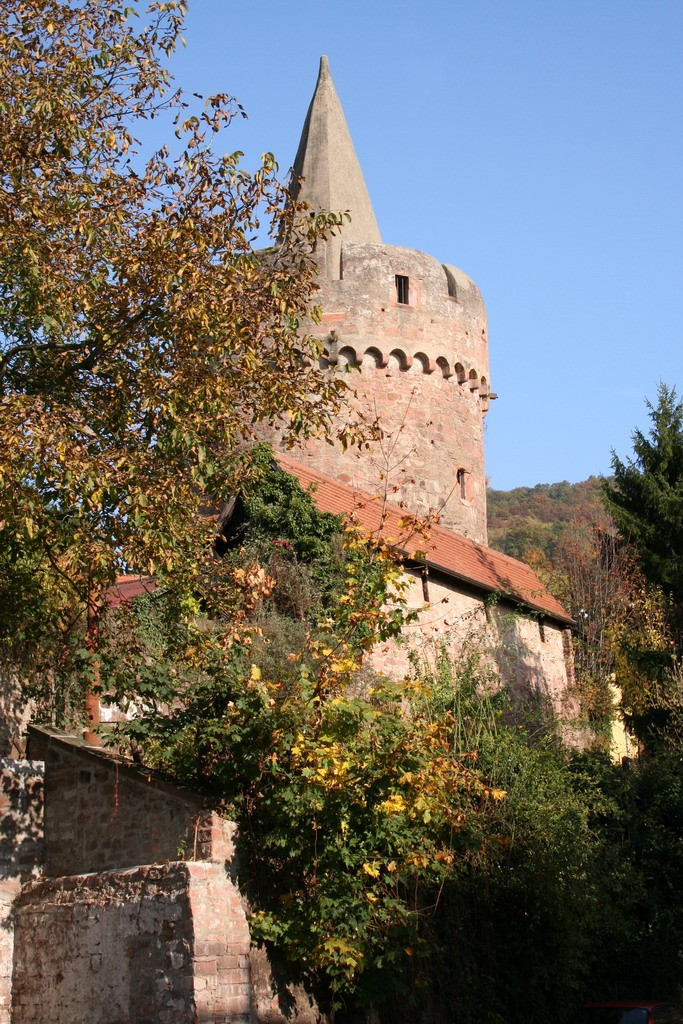
Hexenturm in Gelnhausen
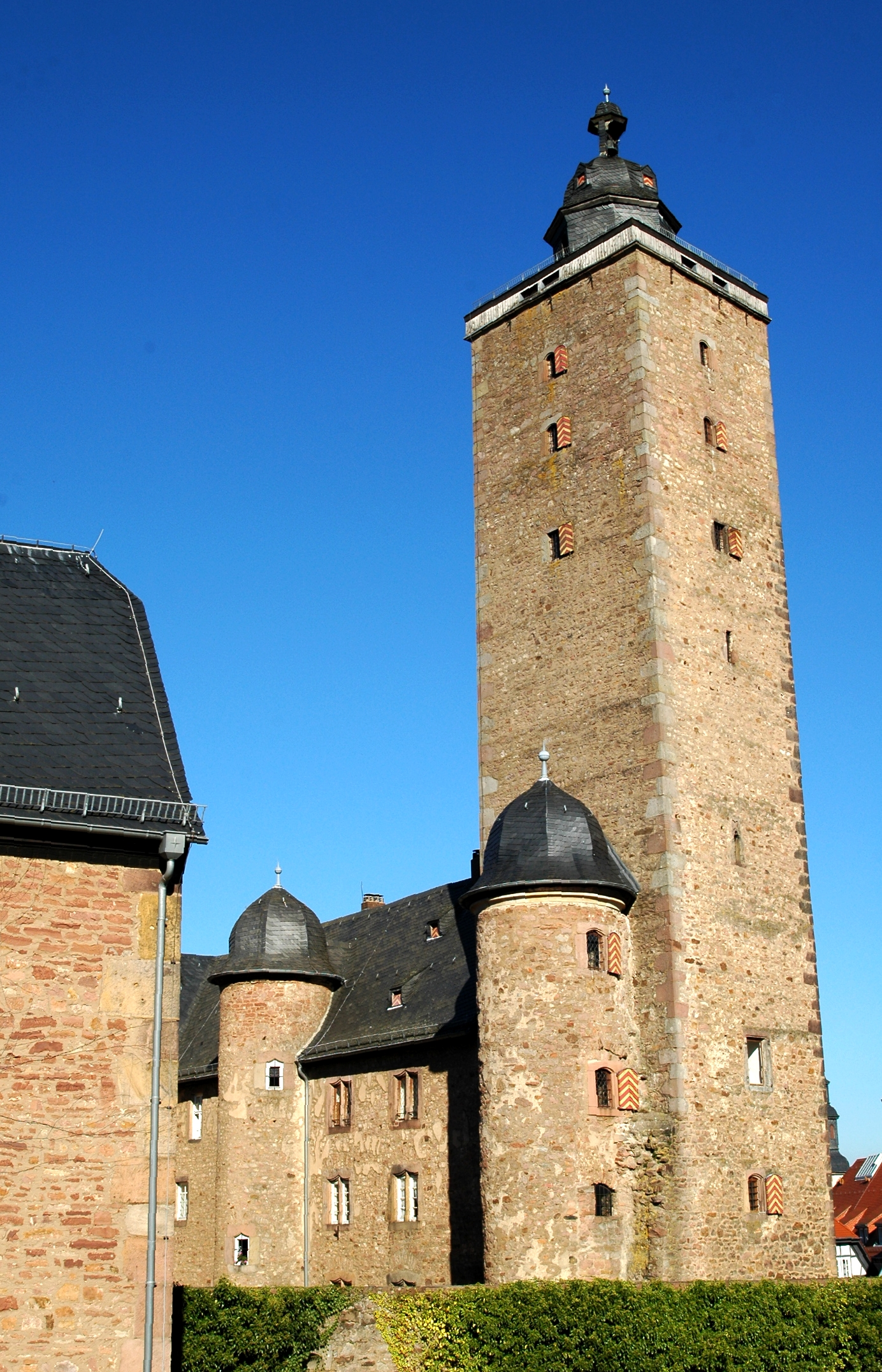
Der Burgturm über Steinau
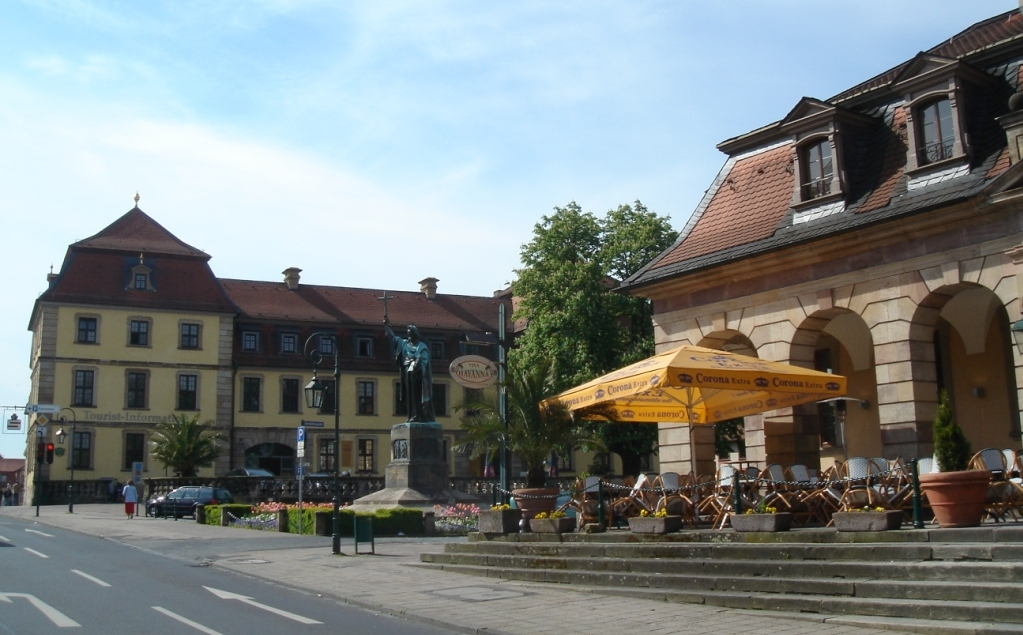
Adelspalais im Barockviertel Fulda
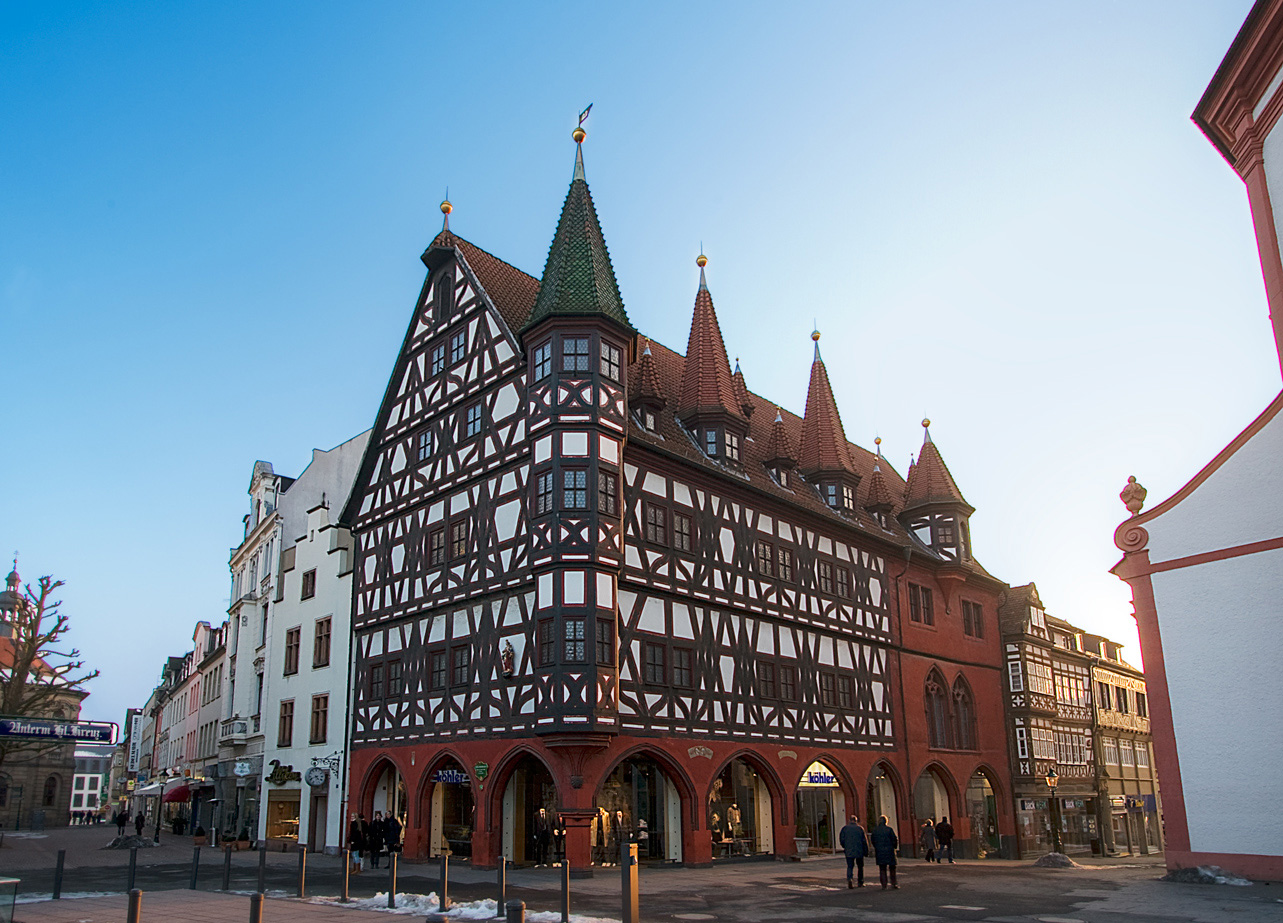
Altes Rathaus in Fulda
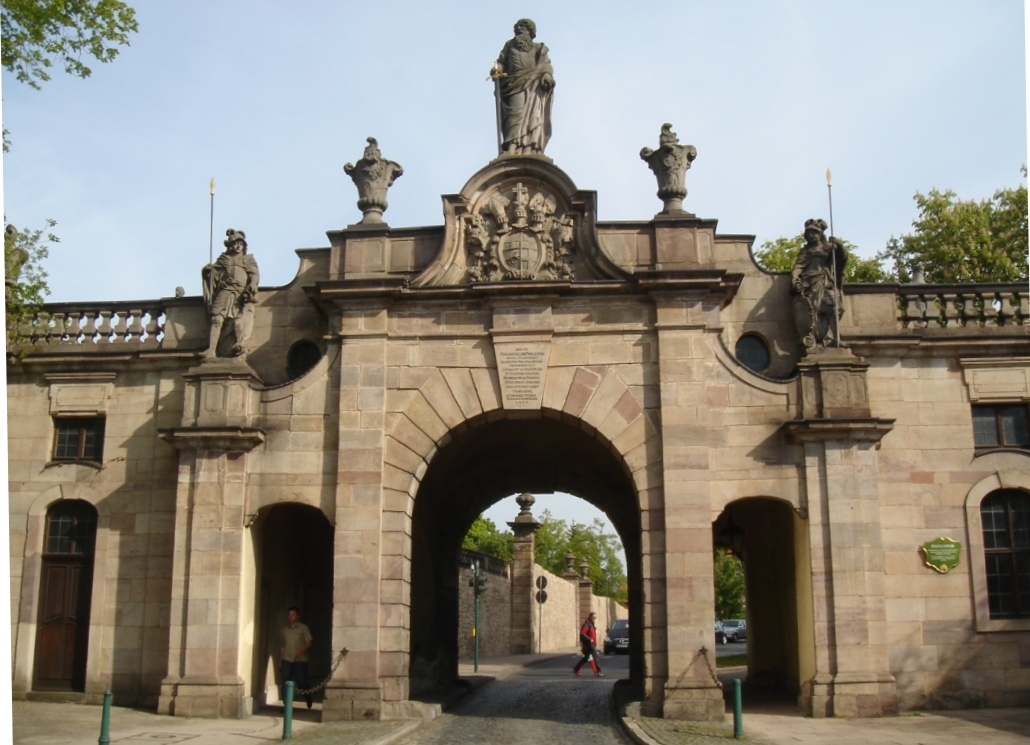
Paulustor in Fulda

- Offenbach am Main ist bekannt durch den Sitz des Deutschen Wetterdienstes und war es früher durch seine Lederwarenindustrie. Davon zeugt heute noch das Deutsche Ledermuseum. Nahe dem R3 liegt der Büsing-Park mit dem neobarocken Büsing-Palais und dem Lili-Tempel. Im Stadtteil Offenbach-Rumpenheim befindet sich unmittelbar am R3 das Schloss Rumpenheim. Weitere Museen in Offenbach sind:
  - Das Klingspor-Museum bietet internationale Buch- und Schriftkunst. Grundstock des Museums ist die Sammlung von Karl Klingspor und des 1938 nach New York emigrierten Offenbachers Siegfried Guggenheim
  - Das Haus der Stadtgeschichte, hervorgegangen aus dem Stadtmuseum und dem Stadtarchiv, zeigt die historische Entwicklung der Stadt Offenbach. Schwerpunkte sind die Offenbacher Manufakturen, die Hugenotten und der Buchdruck
- Hanau, die Brüder-Grimm-Stadt, liegt an der Mündung der Kinzig in den Main. An bedeutenden Sehenswürdigkeiten bietet die Stadt:
  - In der Altstadt das Deutsche Goldschmiedehaus (ehemals Altstädter Rathaus), die Marienkirche, Nebengebäude des ansonsten zerstörten Stadtschlosses Hanau und den Schlossgarten Hanau in der Altstadt;
  - In der Neustadt die Wallonisch-Niederländische Kirche, Gründungsort des Deutschen Turner-Bundes und das Brüder-Grimm-Nationaldenkmal unmittelbar vor dem Neustädter Rathaus
  - In den Außenbezirken: das Schloss Philippsruhe am Mainufer mit Historischem Museum Hanau und dem Papiertheatermuseum Hanau sowie die historische Kuranlage Wilhelmsbad
- Die Barbarossastadt Gelnhausen ist Kreisstadt des Main-Kinzig-Kreises. Mit langgestrecktem Unter- und Obermarkt, fünf erhaltenen Tortürmen und Teilen der alten Stadtbefestigung hat sich die frühere Reichsstadt ihr mittelalterliches Gepräge erhalten. Die Stadtgründung von Gelnhausen erfolgte im Jahr 1170 durch Kaiser Friedrich I. (Barbarossa), was ihr den heute geläufigen Beinamen einbrachte. An besonderen Sehenswürdigkeiten bietet die Stadt:
  - Die Kaiserpfalz (auch „Barbarossaburg“ genannt) wurde gleich nach der Stadtgründung südöstlich von Gelnhausen auf einer Kinziginsel gebaut. Sie war eine der kleineren Pfalzbauten Friedrichs I.
  - Der Hexenturm ist ein original erhaltener Geschützturm aus der Mitte des 15. Jahrhunderts. In der ersten Zeit seines Bestehens hatte er den Namen Fratzenstein. Seinen heutigen Namen erhielt er dadurch, dass während der Hexenverfolgungen dort vermeintliche Hexen eingekerkert wurden
  - Die Marienkirche in Gelnhausen ist die ehemalige Kirche des Prämonstratenserstifts Langenselbold. Sie stammt vermutlich aus dem späten 12. Jahrhundert und wurde 1223 das erste Mal urkundlich in einem Schutzbrief des Papstes Honorius III. für das Kloster Selbold erwähnt
- Die Kur- und Gesundheitsstadt Bad Soden-Salmünster verfügt über vielfältige Gesundheitseinrichtungen, wie beispielsweise die 2005 errichtete Spessart-Therme und zahlreiche Fachkliniken. Seit 1928 trägt die Stadt das Prädikat Heilbad. Grundlage für die Prädikatisierung ist die äußerst starke Thermal-Sole
  - Der Bergfried der Burgruine Stolzenberg (Ersterwähnung 1252) hoch über der Stadt ist seit 1970 als Aussichtsturm zugänglich, von dem aus man die Stadt Bad Soden, das Kinzigtal sowie die Randgebiete von Hohem Vogelsberg und Spessart überblickt
  - Das wichtigste historische Gebäude der Talsiedlung ist das Huttenschloss, ein spätmittelalterlicher Bau mit Erkern, hohem Staffelgiebel und Treppenturm. Es wurde 1536 von Lukas von Hutten und seiner Frau Apollonia von Frankenstein erbaut
  - Das 1703 erbaute ehemalige Rathaus Bad Sodens (jetzt Standesamt) mit Walmdach und Zwiebelturm (1866 hinzugefügt) ist das einzige Barock-Fachwerk-Rathaus Hessens
- Die Brüder-Grimm-Stadt Steinau an der Straße bietet einen historischen Stadtkern mit zahlreichen Gässchen und vielen gut erhaltenen Fachwerkbauten. Dort befinden sich
  - Das Schloss Steinau, eine Nebenresidenz der Herren und Grafen von Hanau. Es ist die früheste, größte und am besten erhaltene Schlossanlage der Frührenaissance in Hessen
  - Das Amtshaus (erbaut 1562), ehemaliger regionaler Verwaltungssitz, heute Brüder Grimm-Haus Steinau
  - Das Amtshofscheune (erbaut um 1562), ehemalige Scheune des Amtshofes, heute Museum Steinau
- Fulda war Sitz des Klosters Fulda und ist Hochschul-, Barock- und Bischofsstadt mit Bischofssitz des gleichnamigen Bistums. Wahrzeichen der Stadt ist der Fuldaer Dom St. Salvator. Die Stadt bietet eine ganze Reihe von Sehenswürdigkeiten. Unter anderem:
  - Das Vonderau Museum ist nach dem Heimatforscher Prof. Joseph Vonderau benannt. Hier befinden sich zahlreiche Fundstücke aus vorgeschichtlicher Zeit, des Weiteren auch Stücke aus der keltischen Besiedlung des Fuldaer Raumes. Bestandteil des Museums ist ein Planetarium
  - Das Deutsche Feuerwehr-Museum in Fulda-Neuenberg zeigt auf 1.600 m² Ausstellungsfläche die Geschichte des deutschen Feuerlöschwesens
  - Die Kinder-Akademie Fulda mit ihrem "begehbaren Herz" ist das erste eigenständige Kindermuseum Deutschlands.
  - Neben dem Dom St. Salvator gibt es viele weitere Kirchen. Beispielsweise die Stadtpfarrkirche St. Blasius, die Heilig-Geist-Kirche und die Severikirche. Direkt neben, bzw. oberhalb des Doms liegt eine der ältesten Kirchen Deutschlands, die Michaelskirche
  - Das Stadtschloss mit Park und Orangerie
  - Barocke Gebäude sind das Paulustor, das Alte Rathaus, die Alte Universität und der Adelspalast.